# 新千歳空港

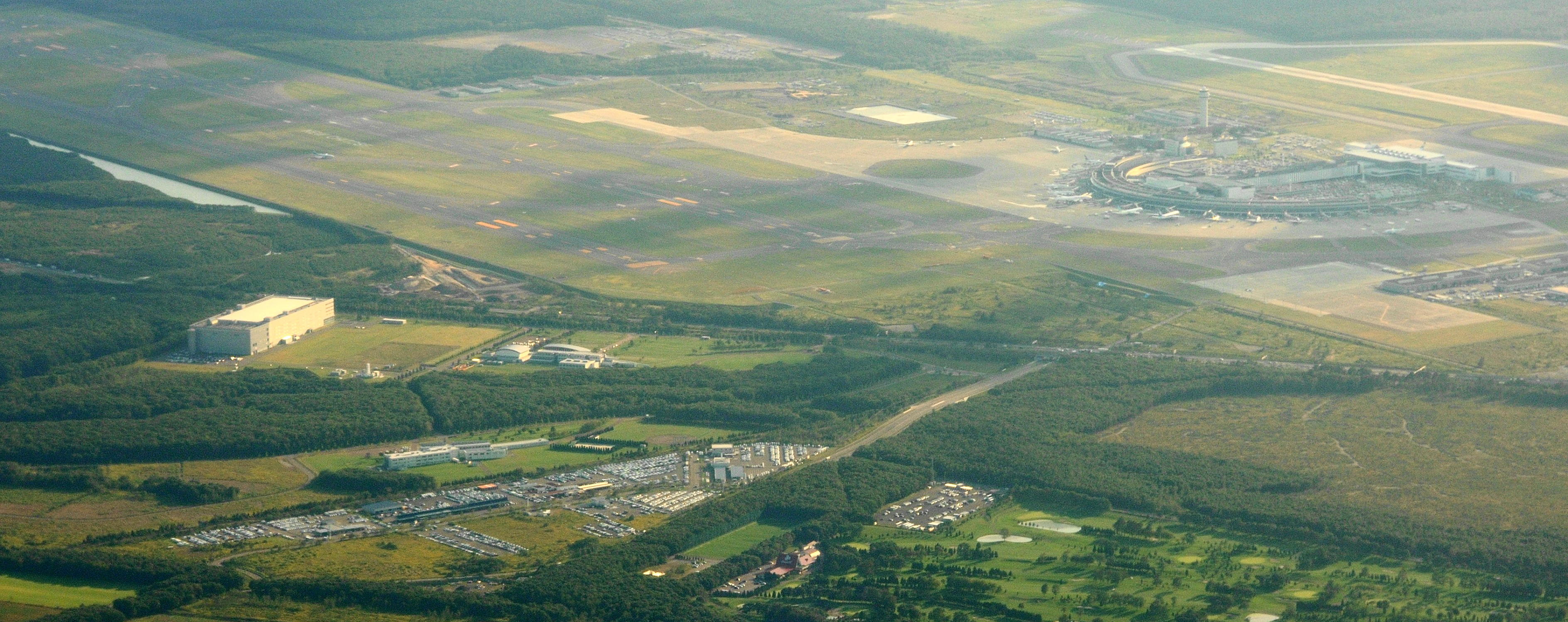
上：新千歳空港
下：千歳美々ワールド（公立千歳科学技術大学など）

新千歳空港（しんちとせくうこう、英: New Chitose Airport）は、北海道千歳市と苫小牧市にまたがって所在している空港。2020年6月1日に運営が北海道エアポートに移管（民営化）された。国際航空輸送網又は国内航空輸送網の拠点となる空港として空港法に基づく区分では第4条第1項第6号に該当する空港として政令で定める空港（国管理空港）に区分されている。通称としては「新千歳」または「千歳」。札幌市の丘珠空港への路線が存在する場合を除いて航空便の行先として「札幌」の表記が使用される。
なお、本空港（新千歳空港）が1988年（昭和63年）に開港するまで、札幌市の玄関口たる空港、かつ北海道を代表する空港であった千歳空港は、本空港に隣接する千歳飛行場（航空自衛隊 千歳基地）として現在も機能している。

## 概要
北海道の経済・文化の中心地であり、国内の三大都市圏以外で最大の都市である札幌市の南東約40kmに位置する国内線の基幹空港。空港法に基づいて国土交通大臣が設置・管理する国管理空港で、国内線や国際線の拠点空港に区分される。2022年（令和4年）の空港の乗降客数は羽田空港についで全国2番目に多い。また、旅客数では羽田（東京）-新千歳線が世界一位になったこともある。鉄道や高速道路もよく整備されており、それぞれ札幌や道内各地を結んでいる。北海道では最大の空港であり、北海道の空の玄関口となっている。
滑走路は2本あり、いずれも長さは3000mで、南北方向にクロースパラレルに配置されている。滑走路西側には国内線の旅客ターミナルビルがあり、JR千歳線（新千歳空港駅）が地下に乗り入れている。その西側に、千歳基地に面して国際線の旅客ターミナルビルがあり、2つのターミナルビルは商業施設などが入る連絡施設で結ばれている。滑走路北側には国内貨物ターミナルが、その西側には国際貨物ターミナルが位置する。旅客ターミナルビルと連絡施設、国内貨物ターミナルは、北海道などが出資する第三セクターの北海道空港株式会社が所有・運営していたが、2017年7月1日に、100%子会社の新千歳空港ターミナルビルディング株式会社に承継された。空港整備特別会計の空港別の財務状況で、数少ない黒字の空港である。
西側には航空自衛隊千歳基地が隣接し、誘導路で接続している。千歳基地は、空港法上の共用空港「千歳飛行場」に位置づけられており、両空港の航空管制（リモート管制、日高・白神進入管制区を除く）は航空自衛隊が一体的に運用している。
オープンスポットが国内線ターミナルビルの南側、国際線ターミナルビル北側と国内貨物ターミナルに設けられており、特に冬季は夜間駐機にも使用されている。
2008年7月の北海道洞爺湖サミットの開催に伴い、先進各国の要人用の貴賓室や専用駐機場を新設するなどの工事が行われた。各国のVIP機専用の乗降スポット、貴賓室が新設され、駐機場（6機分）や構内駐車場（500台分）が増設されたほか、各国代表団が構内から直接車で移動できるよう、構内道路の補修などを行った。一部施設はサミット終了後に撤去されたが、駐機場などは、2023年現在も夜間駐機などに使用されている。
2020年からの北海道エアポートによる道内7空港民営化に際しては中核となる「グローバルゲートウェイ」型空港に位置づけられ、他の6空港の遠隔管理を担う「北海道オペレーションセンター」・内際両用の第3ターミナルとホテル・情報提供を担う交通観光センター・ビジネスジェット施設の新設、北海道全域の魅力発信を担う「北海道ショーケース」をコンセプトとしたターミナル改装等が計画されている。

### 日本初の24時間運用
1988年、道は新長期総合計画にて国際航空貨物の拠点を目指して「国際エアカーゴ基地構想」を掲げ、1991年から24時間運用体制の実現に向けて地元と協議を開始した。その結果1994年4月に、深夜時間帯（22時 - 翌朝7時）を、1日につき貨物便6便を限度に運用することで合意。日本の空港で初となる24時間運用は同年6月24日から始まり、30日早朝に1番機が到着した。1998年7月には、深夜発着枠6便の中に旅客便を含める弾力的な運用に変更された。2010年12月時点では、深夜発着枠は国内旅客便（4便）、国内貨物便（2便。運休日あり）によってほぼすべて使用された。
2013年12月、道が地元に深夜発着枠の30便拡大を提案。協議の結果、30便のうち24便は22時から0時と6時から7時の発着、6便は従来通り0時から6時の発着とすること、住宅の防音対策を行うこと、道の駅ウトナイ湖で地域振興策を行うなどの内容で、2015年2月に苫小牧市側、同年8月には千歳市側の住民と合意。同年10月から運用が開始された。

## 統計

### 利用者数
元のウィキデータクエリを参照してください.
2016年度は下記の通りで、着陸回数は日本の空港で第6位、旅客数は第5位で、北海道の空の玄関口となっている。
|        | 航空機着陸回数 | 航空旅客数    | 航空貨物取扱量 |
| ------ | -------------- | ------------- | -------------- |
| 国内線 | 6万5,041回     | 1882万4,306人 | 19万4,178トン  |
| 国際線 | 7,635回        | 272万726人    | 1万515トン     |
| 合計   | 7万2,676回     | 2154万5,032人 | 20万4,693トン  |

### 国内線統計
| 行き先       | 旅客数    | 国内線順位 |
| ------------ | --------- | ---------- |
| 東京国際空港 | 約915万人 | 上位01位   |
| 成田国際空港 | 約221万人 | 上位06位   |
| 関西国際空港 | 約144万人 | 上位13位   |
| 中部国際空港 | 約140万人 | 上位14位   |
| 大阪国際空港 | 約133万人 | 上位16位   |
| 仙台空港     | 約085万人 | 上位35位   |
| 福岡空港     | 約077万人 | 上位38位   |
| 神戸空港     | 約059万人 | 上位47位   |

## 千歳飛行場と新千歳空港の関係

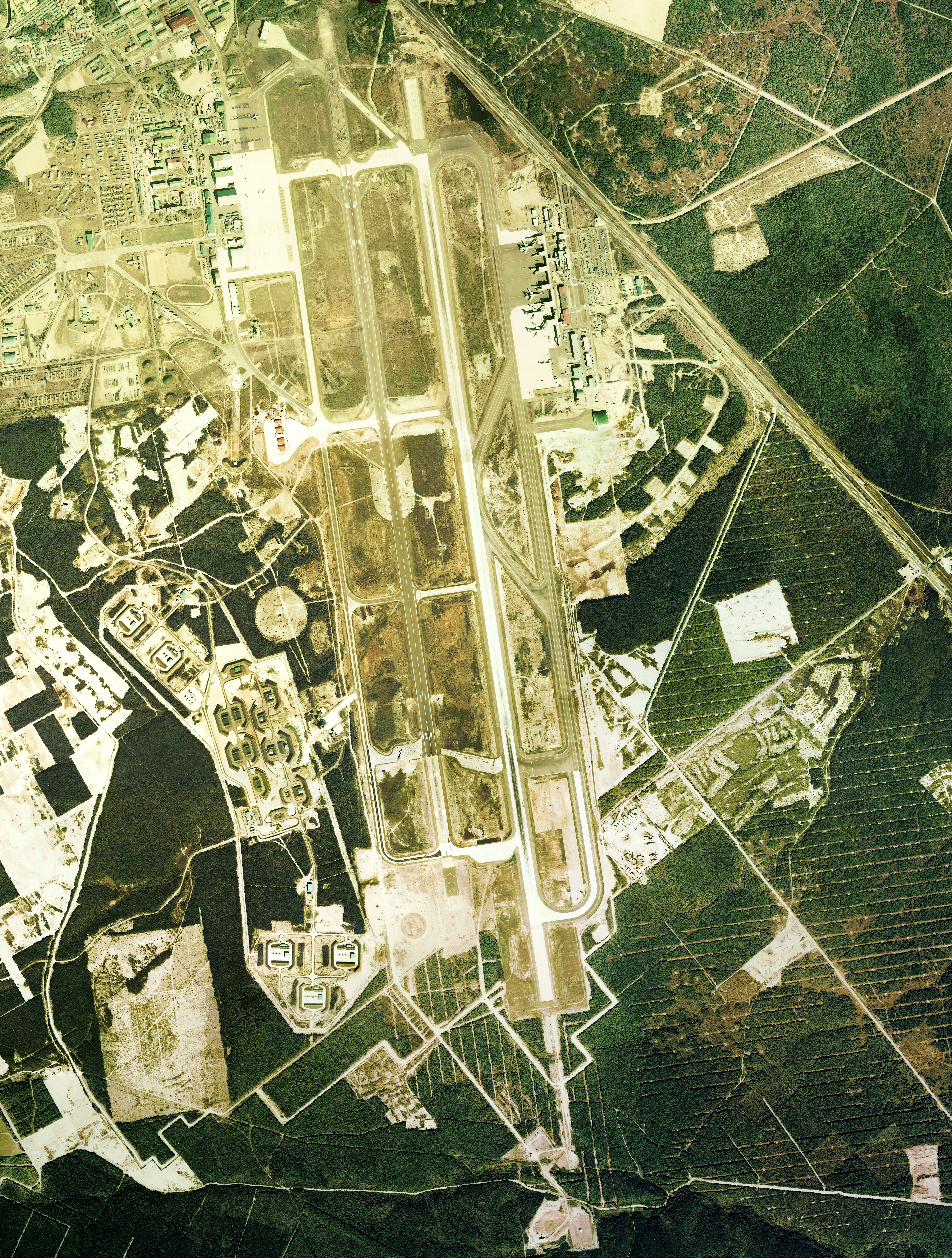
1975年の千歳空港。画像右下に新千歳空港が建設された
1975年撮影の16枚を合成作成

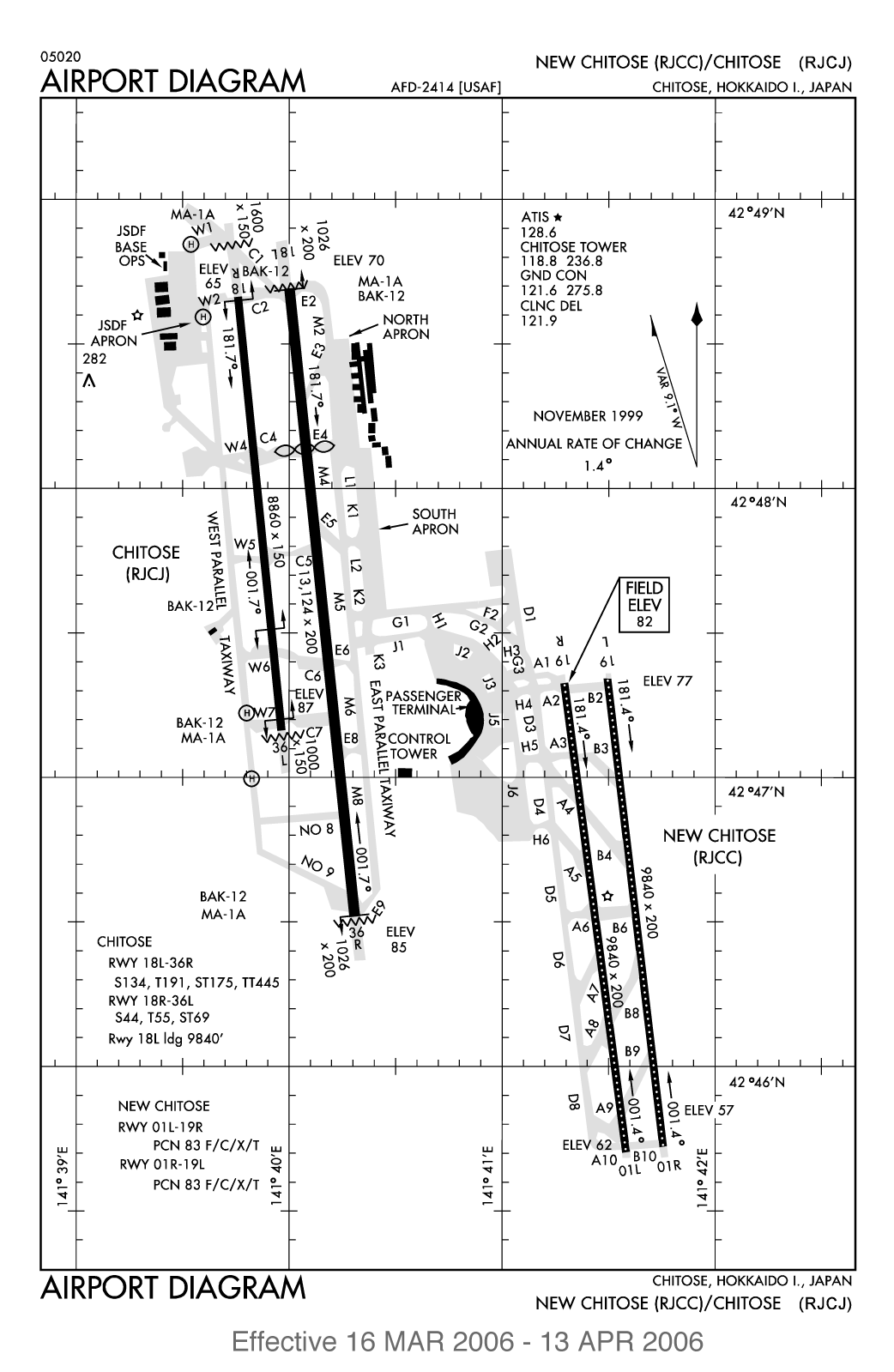
新千歳空港（右）は千歳飛行場の南東に位置する

千歳飛行場（旧：千歳空港）と新千歳空港は、隣接はしているものの法的には別の飛行場である。しかし、航空自衛隊千歳基地でもある千歳飛行場は現在も共用飛行場となっており、新千歳空港とは誘導路でつながっていて航空機の行き来が可能、管制も一括して航空自衛隊が行っている。日本国政府専用機2機の格納庫、および運用を行う航空自衛隊航空支援集団特別航空輸送隊が置かれている。政府専用機が訓練などで新千歳空港の滑走路を使用することや、冬期の除雪作業などで新千歳空港の滑走路運用が難しい時、アクシデント発生時などには、千歳飛行場で民間航空機の離着陸が行われることもある。
千歳飛行場側には、滑走路は平行に2,700mと3,000mの2本がある。後者は900mの過走帯があり、実質4,000m級である。新千歳と併せて4本の滑走路があり、これらはほぼ並行している。2本ずつ同じ方向に隣接した滑走路は、パイロットからも混同される場合がある。大事には至っていないものの、空港北側からアプローチする場合を中心に、千歳飛行場との滑走路の誤認が、2006年までの3年間に11件発生しており、その対策が課題となっている。
旧千歳空港ターミナルビル建物は1995年3月にオープンした輸入促進商業施設「千歳ワールド・マーケット・プレイスNEWS」として再利用されたが、1998年3月に経営悪化のため閉鎖された。その後立地していた場所は空き地となったが、海上保安庁庁舎の隣に日本航空ハンガー、政府専用機のエプロンから南側に、千歳飛行場時代からあるスポットが国土交通省管理のまま残されており、現在も民間機の駐機（通常は夜間駐機用が主体）に使用されている。これらにより、北方圏、アジア・太平洋地域とより利便性の高い輸送体制を確立した。管制業務は千歳飛行場と新千歳空港の両空港で一体運用され、航空自衛隊千歳管制隊が、両飛行場の間にある管制塔およびレーダールームで、航空管制業務を行っている。ただし、管制官の配置のない東日本の空港におけるリモート管制を行う「新千歳対空センター」は東京航空局の直轄、道東および東北北部への進入管制業務は旧札幌航空交通管制部に設置された「新千歳空港事務所札幌分室」が行う。
1990年代、冬季に新千歳空港で凍結があった際には、千歳飛行場の滑走路を使用して離陸したこともある。
2017年8月、訪日外国人増加に対応するため、千歳基地の東側滑走路の民間利用について検討が行われることとなった。特に中国や韓国などアジア圏の観光客が増加しており、アジア圏の格安航空会社 (LCC) の新千歳空港発着便の増便に備えるため、2018年度以降に千歳基地の民間利用が可能かどうか調査する。千歳基地の民間利用が実現した場合、新千歳空港は千歳基地の滑走路1本を含めた滑走路3本を実質的に使用することとなる。
ほとんどの内外航空会社のシステムでは空港コードにCTSを使用しているが、唯一日本航空のみ札幌の都市コードであるSPKを当空港用に使用していた。現在は、日本航空グループも2017年10月からCTSに統一している。

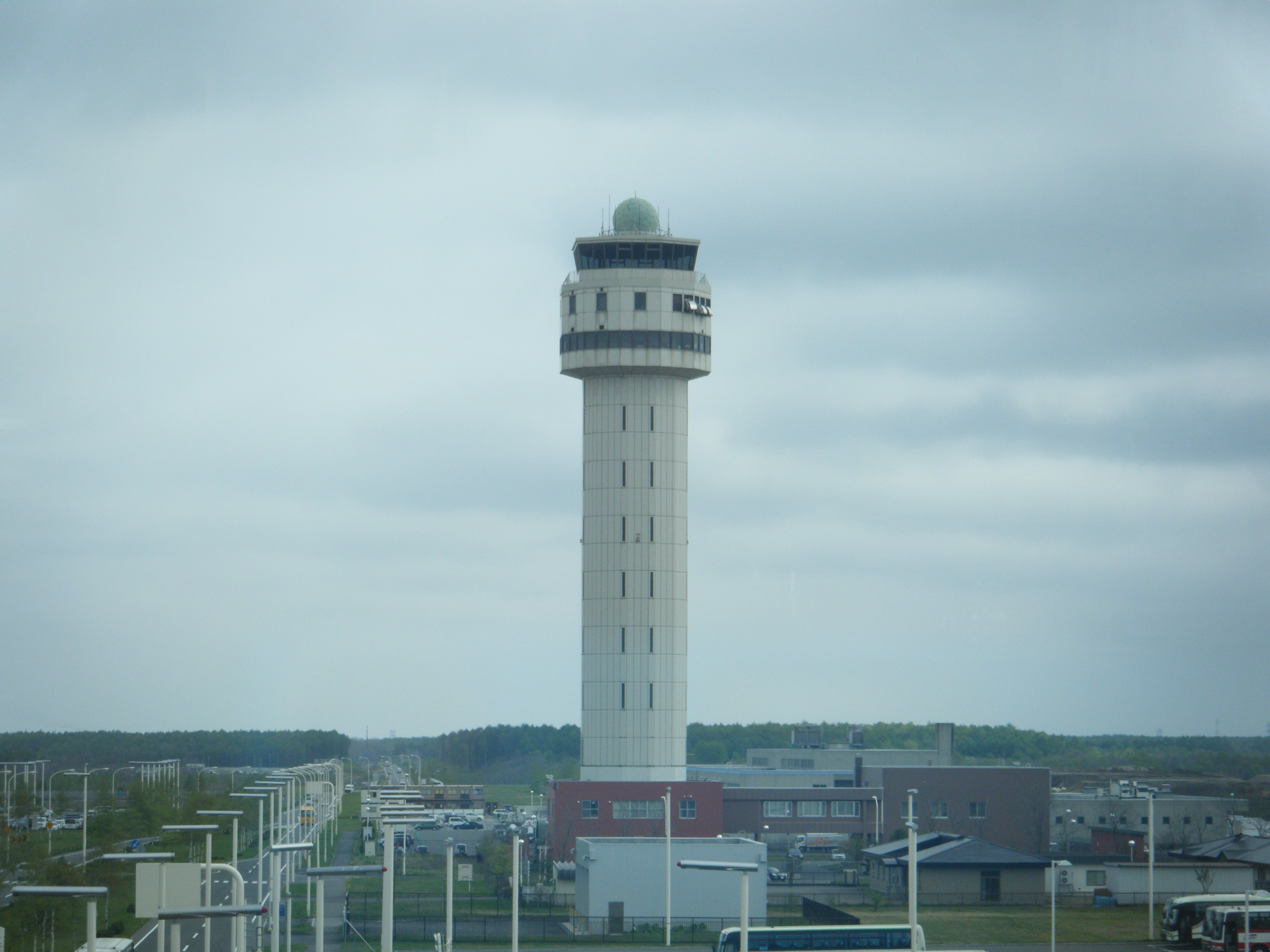
管制塔（千歳基地）
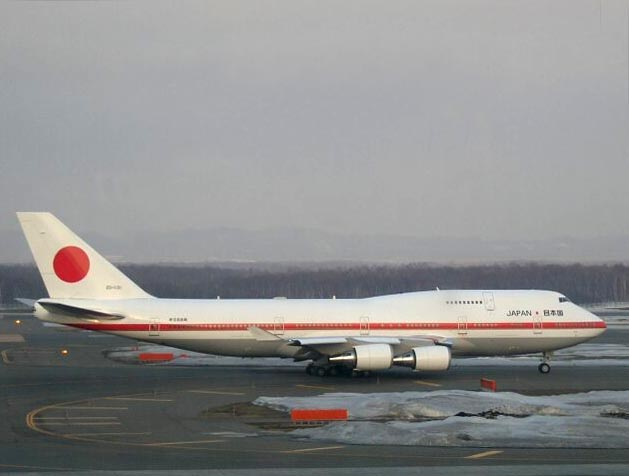
新千歳空港での日本国政府専用機（2004年3月）

## 歴史

2011年10月の新千歳空港（右）と千歳基地（左）の空中写真。
2011年10月9日撮影の6枚と同月14日撮影の24枚の合計30枚を合成作成

前身の千歳空港は軍民共用空港であり、1951年の民間航空再開後、自衛隊機と民間機が共用で使用してきた。しかし、1978年に千歳空港と東京国際空港（羽田空港）間の旅客数が世界最多となるなど旅客数・貨物量が増加。大阪や名古屋、福岡など全国の大都市や、道内各地を結ぶ路線が就航するなど、北海道のハブ空港として機能するようになった。一方で、ソ連機の領空侵犯に対する自衛隊機のスクランブル出動は年間200回にも及び、その間、民間機は地上や周辺空域で待機を余儀なくされ、長い場合は30分にもわたることがあった。そのため、航空機の安全確保と航空需要の拡大に対応するため、新たに新千歳空港が建設されることとなり、1975年（昭和50年）11月20日に着工。1988年（昭和63年）7月20日に、民間専用の空港として開港した。

### 前史
1916年（大正5年）
- 渡部栄蔵千歳村議が山田旦千歳村長・中川種次郎郵便局長と市街地南方のサンナシ沢へ盆栽用の赤松苗木を取りに出掛けた際、低生産な火山灰地を用いての飛行場開発を発案する[24]。

1922年（大正11年）
- 千歳村が逓信大臣に国設飛行場誘致の請願を行う[24]。

1923年（大正12年）
- 岡田伊太郎を紹介議員として千歳村ママチへの飛行場設置が国会で採択される[24]。

1925年（大正14年）
- 8月 - 千歳村が小樽新聞社（現：北海道新聞社）の旅行会提案を受け入れ、小樽新聞社が社有航空機の派遣を提案[24]。
- 9月下旬 - 小樽新聞社社員が千歳を訪れ航空路直下の地形と着陸地の調査を実施、千歳神社近辺や室蘭街道沿いが不適当と判断された後渡部栄蔵が市街地南方のサンナシ沢火山灰地を提案し視察の後同地約6700坪の着陸場整備を決定[24]。
- 10月中旬 - 千歳村民による約2日間の抜根等の労力奉仕により約10ヘクタールの着陸場の造成を完了[24][25]。
- 10月22日 - 小樽新聞社の旅行会に合わせ酒井憲次郎の操縦による小樽新聞社の社有機である三菱R2-2「北海1号機」が初めて着陸する[11][26]。

1929年（昭和4年）
- 2月 - 千歳への国営飛行場設置案が衆議院で採択[27]。

1933年（昭和8年）
- 2月 - 千歳村が陸軍飛行場設置請願書を第七師団長・北海道庁長官・札幌逓信局長宛に提出、飛行場案を民間用から陸軍用に転換する[27]。

1934年（昭和9年）
- 9月15日 - 千歳村陸軍飛行隊設置促成会を設立、飛行場建設を決定[27]。

### 千歳飛行場
1934年（昭和9年）
- 9月28日 - 千歳飛行場第一期工事着工、4万5千坪を整備[27]。
- 10月28日 - 千歳飛行場竣工式が行われる[11]。

1935年（昭和10年）
- 1月26日 - 村の協議会で陸軍飛行隊の誘致を議決、その後130町歩の飛行場用地を確保[27]。
- 3月25日 - 千歳飛行場への陸軍飛行隊設置の請願が採択される[27]。
- 4月4日 - 第二期工事着工[27]。
- 6月6日 - 第二期工事竣工、10万3620坪に拡張[27]。
- 8月17日-23日 - 陸軍航空特別演習を実施[27]。

1936年（昭和11年）
- 5月10日 - 第三期工事着工[27]。
- 6月20日 - 第三期工事竣工、17万2千坪に拡張し北海道最大規模の飛行場となる[27]。
- 10月2日-4日 - 陸軍特別大演習実施[11][27]。
- 10月5日 - 初の旅客便として、日本航空輸送のダグラスDC-2が羽田飛行場から油川飛行場（青森県）を経由し着陸[11][27][28]。

1937年（昭和12年）
- 4月 - 大湊海軍航空隊の檜貝嚢治と小福田祖が、北海道と青森での飛行場適地調査に着手。その後、石狩川流域・苫小牧・千歳を候補とした上で良好な地質や拡張性の高さから、千歳を適地と判断[27]。
- 9月 - 海軍省が村有地131ヘクタールの寄付を条件に海軍航空基地の設置を決定[11][27]。
- 10月18日 - 海軍航空基地着工[27]。

1939年（昭和14年）
- 8月27日 - ニッポン号が羽田空港から本空港を経由し世界一周親善飛行に出発。[11]
- 11月5日 - 千歳海軍航空隊が開庁[11][27]。1200m×80mの直角に交差した滑走路を有し[11]、着陸場は大日本帝国海軍の飛行場となる。

1942年（昭和17年）
- 千歳航空基地から北東に約3.4kmの地点に第2千歳飛行場滑走路（800m）完成、その後1300mに延伸[29]。
- 11月1日 - 千歳海軍航空隊を第七〇三海軍航空隊に改称[29]。

1943年（昭和18年）
- 3月1日 - ガダルカナル島撤収作戦終了に伴い、千歳海軍航空隊を解隊[26][29]。

1945年（昭和20年）
- 10月 - 終戦に伴い、連合国軍が接収。米軍戦闘機駐留部隊が駐留する[11]。

1951年（昭和26年）
- 5月22日 - 日本政府により拠点空港「北海道空港」に指定される[30]。
- 9月1日 - 札幌管区気象台千歳航空測候所を設置[31]。
- 10月26日 - 民間航空が再開され、日本航空により千歳 - 東京間に民間航空機が就航する[11][31]。
- 11月16日 - 飛行場西側の米軍基地敷地内に平屋建て120坪の民間航空ターミナルビル竣工[11][31]。

1953年（昭和28年）
- 10月 - 西側滑走路の改良を完了、2700m×45mとする[32]。

### 千歳空港
1957年（昭和32年）
- 8月 - 米軍が三沢飛行場へ移駐し航空自衛隊第二航空団設置、民間と自衛隊の共用飛行場となる[32]。

1959年（昭和34年）
- 7月20日 - 米軍千歳飛行場地区が、日本国政府（防衛庁）に返還される[11][31]。返還に伴い、滑走路東側への民間航空専用地域の建設を決定[31]。

1960年（昭和35年）
- 7月 - 民間航空ターミナルビル増築[31]。
- 8月1日 - 全日空が千歳 - 東京間に国内線初のターボプロップ機ビッカース バイカウント744を就航[32]。
- 8月13日 - 東側滑走路着工[31]。

1961年（昭和36年）
- 9月 - 飛行場東側にて民間航空専用地域整備工事を着工[31]。
- 9月25日 - 日本航空が千歳 - 東京間に国内線初のジェット旅客機コンベア880を初就航[11]。
- 10月30日 - 航空事業者や北海道、千歳市、フジテレビジョン（現：フジ・メディア・ホールディングス）等の出資により、ターミナル施設を運営する北海道空港（HKK）が設立される[31]。
- 12月1日 - 東側滑走路（2700m）完成[31]。
- 12月20日 - 航空法に基づき共用飛行場に指定、管制塔が完成[26]。

1962年（昭和37年）
- 1月1日 - 管制業務がアメリカ軍から航空自衛隊に移管される[11]。
- 4月20日 - 千歳空港ターミナルビル設置認可[33]。
- 4月26日 - 千歳空港ターミナルビル着工[31]。

1963年（昭和38年）
- 3月29日 - 千歳空港ターミナルビル竣工、鉄筋コンクリート一部二階建て・床面積3416平方メートル[11][31]。一階を旅客施設、二階を官庁施設とした[33]。
- 4月1日 - 千歳空港ターミナルビル供用開始[31]。

1964年（昭和39年）
- 2月 東側滑走路（2700×45m）供用開始[32]。

- 11月30日 - 民航専用地域第1期整備工事完成[32]。

1966年（昭和41年）
- 6月 - 川島正次郎自民党副総裁が、千歳空港の国際空港化を発言[31]。
- 7月16日 - 福田篤泰北海道開発庁長官の札幌周辺での新空港建設計画の発言や、札幌経済協議会の石狩町生振への空港建設要請に対し、千歳市議会が千歳空港を民間専用の国際空港とすることについての要望意見書を議決[9]。

1967年（昭和42年）
- 5月30日 - ターミナルビル到着口に手荷物ターンテーブル設置[33]。
- 7月26日 - 大橋武夫運輸大臣が千歳空港の国際化整備検討の意向を表明[9][31]。
- 12月14日 - 東側滑走路補強工事完成[32]。

1969年（昭和44年）
- 1月9日 - VOR供用開始[32]。
- 5月1日 - ILS供用開始[11]。
- 10月1日 - 千歳空港が出入国港に指定される[11]。

1970年（昭和45年）
- 6月24日 - 千歳空港近辺での民間専用空港建設の申し合わせを決定[31]。
- 8月13日 - 28日 - 凶器発見器設置[32]。
- 10月7日 - ターミナルビル増築完成、3階建1万714平米で1階到着・2階出発の発着分離とする[26][31]。また手荷物用クレセントベルトコンベア2機や館内放送設備等を設置[33]。
- 12月 - 東側滑走路を3000mに延長[32]。

1971年（昭和46年）
- 6月 - 新空港建設地を千歳空港東側に決定[31]。
- 12月15日 - フィンガー増築工事第一期完成、ゲートラウンジ4箇所・ボーディングブリッジ大型機用4基小型機用2基供用開始[26][31][33][34][35]。ノーズイン駐機を導入[33]。

1972年（昭和47年）
- 1月7日 - 札幌オリンピック開催に伴い臨時CIQを設置。12カ国から25機が飛来[9][11][31]。
- 4月 - 新千歳空港建設促進期成会発足[9]。
- 12月 - 東側滑走路の幅員を60mに拡張[32]。

1973年（昭和48年）
- 7月1日 - フィンガー第二期増築工事完成、ゲートラウンジ2箇所・ボーディングブリッジ6箇所増設[35]。動く歩道4基設置[33]。
- 9月12日 - 新千歳空港整備基本計画策定[26][31][36]。3000m滑走路2本と年間3600万人対応のターミナルビルを建設し1978年12月に滑走路1本による暫定開業の計画とした[31]。
- 12月24日 - 新千歳空港設置公示[26]。

1974年（昭和49年）
- 2月25日 - ハイジャック対策用金属探知機・手荷物透視検査装置導入[35]。
- 3月30日 - 空港整備法において第二種空港に指定[31]。
- 4月1日 - 千歳 - 東京間に初のワイドボディ機として日本航空がボーイング747SR、全日空がロッキードL-1011を就航させる[11][31]。
- 9月30日 - 空港整備法における第二種空港に格付けされる[11]。
- 10月31日 - 東亜国内航空の「丘珠空港便移転計画」に伴い、第9ゲートラウンジコンコース延長部を竣工[33]。
- 12月 - VORにDMEを付加、千歳VOR/DME運用開始[32]。

1975年（昭和50年）
- 6月30日 - 米軍千歳基地完全閉鎖[30]。
- 7月20日 - ターミナルビル駐車場を全面有料化[32]。
- 9月2日 - 新千歳空港エプロン・誘導路工事を着工[31]。
- 11月10日 - 新千歳空港起工式を挙行[11]。

1976年（昭和51年）
- 4月1日 - 新千歳空港エプロン2バース完成[11]。
- 10月15日 - 東側滑走路南方移転工事着工[32]。
- 12月16日 - ターミナルビル南側に第2到着ターミナルビル完成[26][31]、旅客手荷物引渡ベルトコンベア3基を備え日本航空と東亜国内航空が使用[33]。

1977年（昭和52年）
- 4月15日 - 日本航空が保税上屋を開設[32]。
- 8月1日 - フィンガー第三期増築工事完成、大型機用ボーディングブリッジ2基新設・全ゲートラウンジへの冷房を設置[33][35]。
- 10月31日 - 有料駐車場内に無料休憩所完成[32]。

1978年（昭和53年）
- 6月1日 - 東側滑走路を移動工事のため閉鎖[11]。
- 12月1日 - 東側滑走路移動工事完成、南方へ1000m移動[11][26]。
- 12月12日 - 初の本空港出発の国際チャーター便として全日空マニラ行「千歳市民号」を運航[33]。

1979年（昭和54年）
- 7月1日 - 検疫飛行場に指定、函館検疫所千歳空港出張所開設[31]。
- 9月28日 - 第9ゲートラウンジ増築完成[35]、ボーディングブリッジ2基増設[33]。
- 12月11日 - 国鉄千歳空港駅着工[32]。

1980年（昭和55年）
- 2月29日 - ターミナルビル第2別館増築竣工[26]。
- 4月1日 - 第6ゲートラウンジ増築竣工、ボーイング747の駐機に対応[33]。
- 5月1日 - 国鉄千歳空港駅ターミナル連絡歩道橋着工[32]。
- 10月1日 - 国鉄千歳空港駅（現：南千歳駅）開業[11]。空港ターミナルビルと連絡。
- 12月23日 - ターミナルビル南側の旧日本航空器材庫を改装し国際線ターミナルビル（877平米）を設置[31]。

1981年（昭和56年）
- 2月19日 - 防衛庁が、初の国際線となる日本航空新東京国際空港経由ホノルル線の暫定乗り入れを認可[31]。
- 3月16日 - 植物・動物検疫飛行場に指定[28][31]。
- 3月20日 - 税関空港に指定[28]。
- 3月23日 - 初の国際定期便として日本航空によりホノルル国際空港便（新東京国際空港経由）が就航[28]。新東京国際空港で大型機へ乗り継ぐ国際線接続連絡便[31]。
- 8月1日 - ターミナルビル本館と第2到着ビルの間に、鉄骨造一部地下1階地上3階一部5階建ての第3ビルを竣工、従来のビルと合わせてALC板で一体化し床面積4万6千平米の一棟とする[31][33]。
- 11月1日 - 千歳空港総合案内システム「CATIS」運用開始、案内放送を自動化[35]。

1982年（昭和57年）
- 12月27日 - 第3ビル4階部分が完成[35]、ターミナル増築を終了し床面積4万8023平米となる[31]。

1983年（昭和58年）
- 5月 - 新空港滑走路工事着手[9]。

1985年（昭和60年）
- 2月 - 「北海道新長期総合計画骨子案」にて千歳空港の国際エアカーゴ基地構想が提案される[37]。
- 11月 - 新空港変更基本計画策定[9]。年間2462万人規模の国内拠点空港と国際航空拠点として積雪寒冷地への対応を行い、3期制で第1期はA滑走路と誘導路の整備、第2期は1992年までの新ターミナルビルへの移行、第3期は2000年までのB滑走路等の整備を行うとした[36]。
- 12月 - ナイトエプロン整備工事完了[32]

1986年（昭和61年）
- 1月31日 - ニューメディア対応型情報サービス施設「HAPIS」（Hokkaido Air-Port Information Service）を設置、レーザーディスクやタッチパネル画面を用いた観光情報案内の提供や大型液晶画面、三面回転式広告、TVモニター12基を配置[33]。
- 3月12日 - 新空港変更基本計画を告示[31][32]。
- 7月15日 - 国際航空貨物の受け入れを目的に「札幌国際エアカーゴターミナル」（SIACT、シアクト[38]）設立[9][31]。

1987年（昭和62年）
- 11月 - 北海道新長期総合計画にて国際エアカーゴ基地構想の拠点に設定[9]。
- 12月 - 新千歳空港第一期工事完成[32]。

1988年（昭和63年）
- 6月20日 - 新千歳空港管制塔（高さ70.6m）の供用を開始[31]。

### 新千歳空港
1988年（昭和63年）
- 7月20日 - 新千歳空港が開港[11][28]。A滑走路（3,000m×60m）運用開始。国際定期便用正規空港（レギュラーエアポート）に指定。
- 10月 - 出発ロビー内に32面マルチビジョン「ハピスマルチビジョン」を設置[39]。

1989年（平成元年）
- 5月30日 - 国際定期便の拡張に対応した臨時便取り扱い施設の増改築を竣工[39]。
- 6月2日 - 初の本格的な国際定期便として大韓航空ソウル線が就航[40]。
- 7月8日 - 新千歳空港ターミナルビル着工[28][31]。
- 8月17日 - 政府専用機の駐機場建設地に決定[32]。

1990年（平成2年）
- 10月1日 - 税関職員常駐化を開始[32]。

1992年（平成4年）
- 6月30日 - 千歳空港ターミナルビル供用終了、新千歳空港ターミナルビルへの移動作業を5,000人規模の人員を動員して実施[39]。
- 7月1日 - 新千歳空港ターミナルビル（15万3000平米・地上4階一部5階建て）完成[11]、ターミナルビル地下に新千歳空港駅を開設[28]。
- 12月 - 滑走路面監視装置を設置[32]。

1993年（平成5年）
- 3月9日 - 5日に分けて24時間開港テストフライト（第一次）を実施[28]。
- 6月 - B滑走路着工[31]。
- 8月30日 - 第二次24時間開港テストフライトを実施[28]
- 9月20日 - 空港内緑地3700平米に公園施設と千歳着陸一号機「北海一号機」ブロンズ像が完成[31]。

1994年（平成6年）
- 3月11日 - 24時間運用を地元住民と合意[31]。
- 6月23日 - 24時間開港開始[11]。
- 6月30日 - 貨物便を対象に国内初の深夜早朝便受け入れを開始[11][31]。

1995年（平成7年）
- 11月 - 空港緑地の公園施設を「空港公園翼の広場」と命名[31]。

1996年（平成8年）
- 4月26日 - B滑走路（3,000m×60m）供用開始[11][28]。

1997年（平成9年）
- 2月1日 - 小樽検疫所千歳空港出張所が千歳空港検疫支所に昇格[31]。
- 5月 - 深夜早朝発着枠の旅客利用が、KLMオランダ航空便のみ認められる[31]。

1998年（平成10年）
- 6月 - 深夜早朝枠の旅客利用が本格的に認められる[31]。

2000年（平成12年）
- 10月2日 - 管制塔ドップラーレーダー運用開始[31]。

2001年（平成13年）
- 3月31日 - ターミナルビル駐車場連絡橋バリアフリー化完成[35]。
- 11月18日 - 第2ターミナルの苫小牧市内への建設を前提に滑走路500m延長案を合意[31]。

2003年（平成15年）
- 10月24日 - 苫小牧市内への第2ターミナル建設が否決された事に伴い、苫小牧市側が滑走路延長案の合意を撤回[31]。
- 11月30日 - ターミナルビル喫煙室工事完成、翌日から完全分煙化とする[35]。
- 12月5日 - 全日空が新千歳 - 羽田間で深夜枠貨物便を運航開始[11][26]。

2006年（平成18年）
- 12月27日 - 東京国際空港線年間旅客数が1000万人を突破[11][28]。

2007年（平成19年）
- 10月31日 - B駐車場立体化完成[35]。

2008年（平成20年）
- 3月26日 - A駐車場立体化完成[35]。
- 4月24日 - 国際線ターミナル建設に伴う千歳アウトレットモール・レラ隣接地への空港公園移設工事が完成[31]。
- 5月24日 - 国際線ターミナル起工式を挙行[11]。
- 6月18日 - 空港法改正により、4条1項5号に該当する空港として政令で定める空港に区分される。

2009年（平成21年）
- 8月 - 国内線ターミナル増築リニューアル工事着工[31]。

2010年（平成22年）
- 2月24日 - 国際線ターミナルビル竣工[31]。
- 3月26日 - 国際線ターミナル運用開始[11]、国際線乗降客への旅客取扱施設利用料の徴収を開始。
- 10月17日 - エアバス社の運航による世界最大の旅客機・エアバスA380が初飛来（羽田発）[41]。日本の第二種空港では、初めての寄港地となる。

2011年（平成23年）
- 7月15日 - 国内線ターミナルビル リニューアル第1期開業、増築部と連絡施設3階を供用開始[11]。
- 12月15日 - 国内線ターミナルビル リニューアル第2期開業、国内線2階出発ロビー拡張などの改修部を供用開始[11]。

2012年（平成24年）
- 3月16日 - 国内線ターミナルビルリニューアル全面開業[42]。3階フードコート・展望エリアを供用開始[11]。
- 12月9日 - 国際線年間旅客数が100万人を突破[28]。

2013年（平成25年）
- 3月 - 国際航空運送協会（IATA）から混雑度レベル2空港に指定される[43]

2014年（平成26年）
- 3月30日 - ボーイング747-400Dが同空港国内線発着便においてラストフライト。1974年以来、40年間のボーイング747の運航に終止符が打たれる[注 3]。

2015年（平成27年）
- 3月16日 - 国内線旅客ターミナルの大規模改修工事を開始[44]。
- 10月15日 - 深夜早朝発着枠を従来の6枠から30枠に拡大[28][45]。

2016年（平成28年）
- 3月31日 - B滑走路19L側にILS設置[46]。
- 10月30日 - 中国・ロシア機の発着制限を緩和、毎日発着可能とする[47]。
- 11月13日 - 国際線ターミナル周辺の再編事業を着工。ターミナル増築、南側誘導路設置などを予定し2020年3月完成予定[48]。

2017年（平成29年）
- 3月26日 - 日中時間帯の発着数を1時間32回から42回に拡大[47][49][50]。国際線ターミナルにボディスキャナーを導入[51]。
- 7月1日 - 北海道空港が北海道内7空港民営化に向け、新千歳空港ターミナル事業を子会社「新千歳空港ターミナルビルディング」に移管。

2018年（平成30年）
- 2月1日 - B駐車場P2立体駐車場の供用を開始[52]。
- 7月 - 札幌国際エアカーゴターミナルが国際貨物荷捌き施設を1.3倍に拡張[53]。
- 8月7日 - 国内線旅客ターミナルの大規模改修を終了、出発カウンターの再配置や手荷物自動検査システムの導入やバスラウンジの新設が行われた[54]。
- 9月6日 - 北海道胆振東部地震により停電や設備の破損が発生、開港以来初の施設全面閉鎖となる[55]。
- 9月7日 - 国内線の運航を再開[56]。
- 9月8日 - 国際線の運航を再開[57]。
- 10月28日 - 国内線乗降客からの施設使用料徴収を開始[58]。
- 11月1日 - 胆振東部地震に伴い休業していた「エアターミナルホテル」「新千歳空港温泉」が営業再開、空港内の商業施設が全て復旧[55]。
- 12月20日 - 国際線ターミナル拡張部の駐機スポット3バースをオープンスポットとして暫定供用開始[59]。

2019年（令和元年）
- 5月 - 胆振東部地震を踏まえ、各機関個別の防災計画を改め大地震と大雪に対応したタイムライン方式の事業継続計画を策定[60]。
- 7月3日 - 国土交通省が本空港を含む道内7空港民営化の優先交渉権者を北海道空港ら17社による「北海道エアポートグループ」に決定[61][62]。
- 8月30日 - 国際線ターミナル増築部1-4階の旅客取り扱い区域を開業[63]。
- 11月1日 - 国際線ターミナル内イベントスペース「新千歳ポルトムホール」開業[64][65]。

2020年（令和2年）
- 1月15日 - 北海道エアポートが新千歳を含む道内主要7空港のターミナル民営化運営を開始[66]。
- 1月24日 - 南側誘導路の暫定供用を開始[67]。
- 2月1日 - 国際線ターミナル内ホテル「ポルトム インターナショナル 北海道」開業[64][68]。
- 3月19日 - 国際線ターミナル拡張工事を竣工[69]。
- 3月26日 - 南側誘導路の運用を開始[70]、新型コロナウイルスに伴いハワイアン航空ホノルル線を最後に国際線全定期路線が運休[53]。
- 3月29日 - 日中発着枠を1時間あたり50枠に拡大[53][71]。
- 6月1日 - 北海道エアポートによる空港全体の民営化運営を開始[3][61][66]。
- 10月1日 - 北海道エアポートが新千歳空港ターミナルビルディングを吸収合併[72]。
- 12月21日 - 検疫体制を整備の上中国・韓国からの国際線受け入れ再開が認可される[73]。

2021年（令和3年）
- 3月1日 - 北海道エアポートの道内主要7空港完全民営化移行に合わせ地方6空港の遠隔管理を担う「北海道オペレーションセンター」を設置。
- 7月1日 - A・B駐車場サービスを改定。A・Bエリア間相互通行を導入、空港商業施設利用者の無料サービスを拡大、土日祝日・多客期の料金を値上げ[74]。
- 10月1日 - 新千歳飛行援助センター(FSC)を新千歳対空センターに改組。廃止された仙台飛行援助センターから大館能代空港、庄内空港のリモート管制を業務移管[75][76]。
- 12月20日 - A・B駐車場への事前予約サービスと専用入庫ゲートを導入[77]。

2022年（令和4年）
- 4月1日  - 北海道エアポートが札幌国際エアカーゴターミナルビルを吸収合併[78]。
- 7月17日 - 2年4ヶ月ぶりの国際線旅客定期便として大韓航空ソウル線が再開[79]。
- 10月1日 - 東京運航拠点（FAIB）より、三宅島空港・神津島空港・新島空港・八丈島空港のリモート管制を移管[75][76]。

2023年（令和5年）
- 12月8日 - ビジネスジェット専用ターミナル「Hokkaido Business Aviation Center」を開設[80]。

2024年（令和6年）
- 4月1日 - 札幌航空交通管制部庁舎に「新千歳空港事務所札幌分室」を設置[81]。
- 4月18日 - 新千歳空港事務所札幌分室で広域ターミナル空域管制を導入[81][82]。
  - 日高進入管制区として、中標津空港、女満別空港、釧路空港、旭川空港、帯広空港、十勝飛行場のターミナル管制を実施。
  - 白神進入管制区として、青森空港、大館能代空港、秋田空港、花巻空港のターミナル管制を実施。
- 8月16日 - 保安検査場内の店舗でハサミが紛失。乗客の保安検査のやり直しが行われたため36便が欠航、201便に遅れが生じた[83]。

2025年（令和7年）
- 2月20日 - 函館進入管制区（函館空港のターミナル管制）を白神進入管制区に編入[84]。
- 3月6日 - 国際線貨物施設「札幌国際エアカーゴターミナル」がIATAの生鮮品輸送認証「CEIV Fresh」を取得[85]。

## 施設

### 滑走路など
開港時は長さ3000mのA滑走路のみだったが、1996年に長さ3000mのB滑走路が新たに整備された。2本の滑走路はほぼ南北方向に、クロースパラレルに配置されている。
原則として、ターミナルビルに近いA滑走路 (01L/19R) を離陸用、遠いB滑走路(01R/19L)を着陸用に使用している。ILSはカテゴリーIIIbが19Rに、カテゴリーIが01L、01R、19Lに設置されている。滑走路のターミナル側に1本の平行誘導路を有し、滑走路とは高速脱出誘導路で結ばれている。
新千歳空港では毎年年1回、本格的な冬を迎える前に6日間かけて滑走路のタイヤ痕を大掃除する。掃除には超高圧路面清掃車（1台約2億円）を使用し、その高圧ジェットノズルの直径は0.15mmで一般的な歯ブラシの毛先より細い。以前はポンプ車、バキューム車、タンク車の3種類の車を使用していたが、この特殊車両1台で全ての機能が統合されており、作業時間は以前の1/3となった。
気圧配置や風向きによって大雪となることもあるが、空港が道内で比較的雪の少ない地域にあることや滑走路を2本有していること、20分程度で滑走路1本を除雪できる国内最大規模の除雪体制があることなどから、滑走路を終日閉鎖することはごく稀である。出発機材の除氷液の効果切れ・再塗布（デアイシング）で遅延が生じないよう、2010年12月、国内線ターミナルと滑走路南端 (01L, 01R) の中間地点に、デアイシング専用スポットを1機分設置し、運用を開始した。しかしターミナルビルから離れた位置で資材や人員をデアイシングスポットへ回す余裕がなく移動時間を考えても効率が悪いことや、日本航空の経営破綻で運用に関して航空各社の協力関係を確立できなかったことから使用が敬遠されている。利用実績は滑走路南端から最も遠いANAグループ機のみで、2014年度までに50回使用されたが、2015年度以降は0回である。最大で2機分想定されていたスポットの整備は1機分にとどまり、離陸待機時に防雪氷剤の有効時間が過ぎて駐機場へ戻り遅延・欠航となるケースが年40-50回以上生じており、民営化後のより一層の防除雪氷策が求められている。

### 旅客ターミナルビル

#### 国内線ターミナルビル

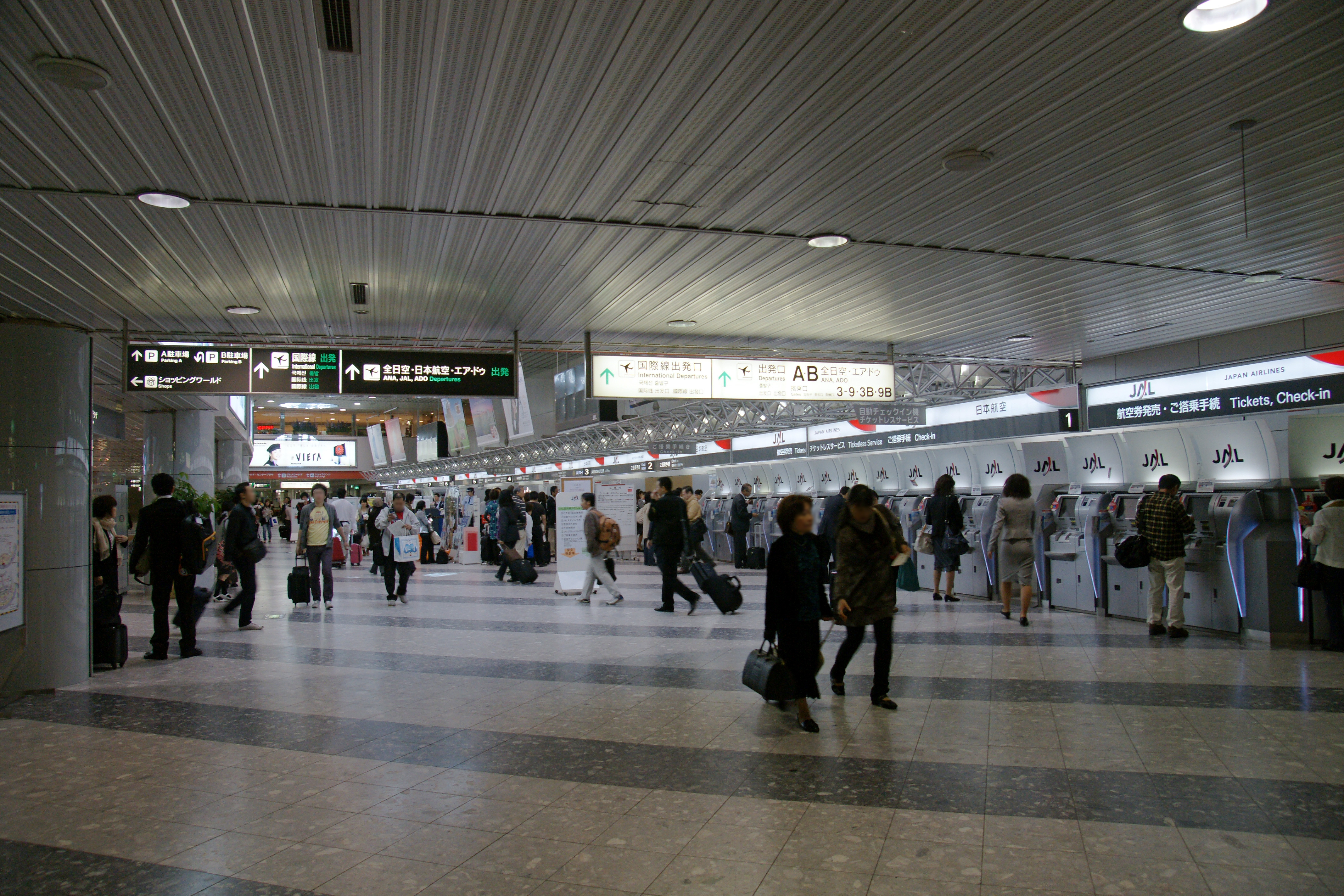
国内線ターミナル2F JAL出発ロビー

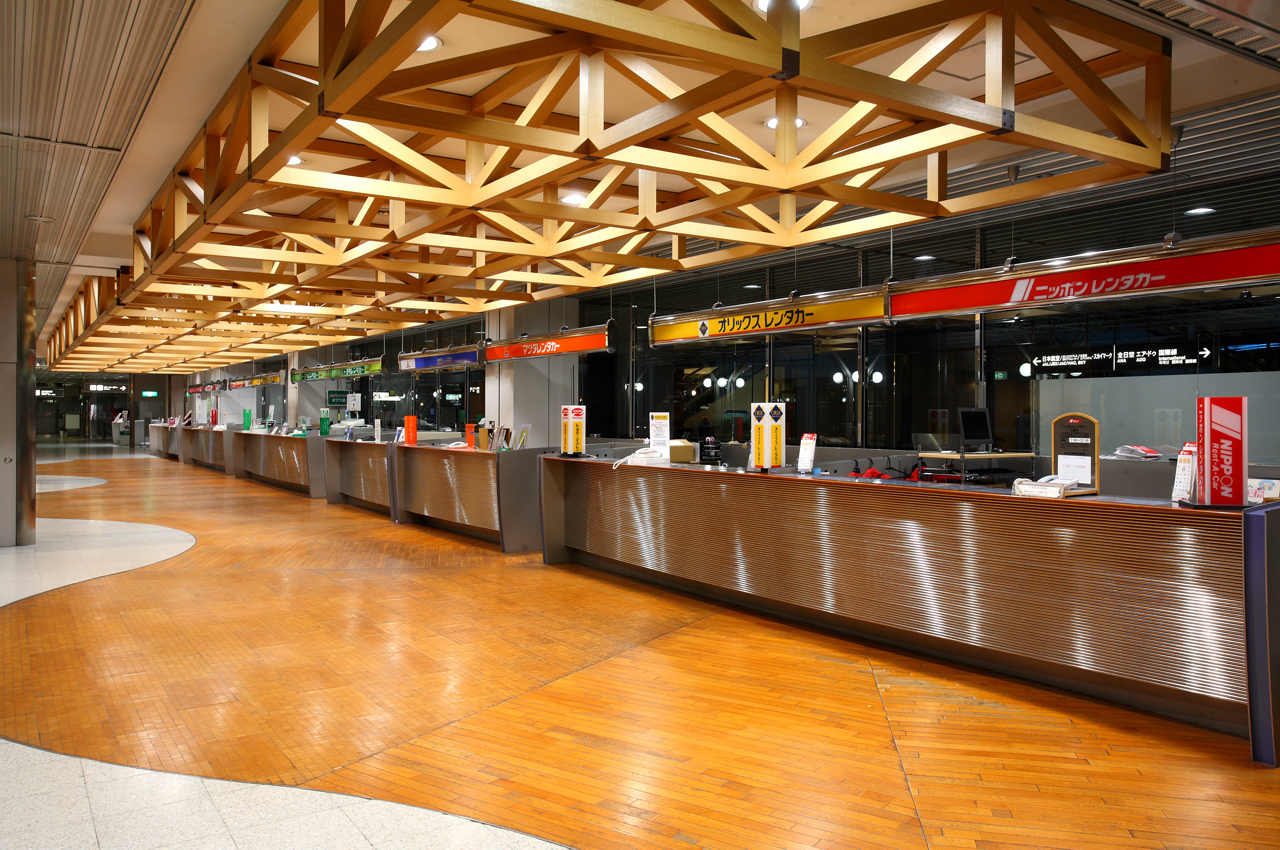
レンタカー各社のカウンター
（国内線センタービル1F）

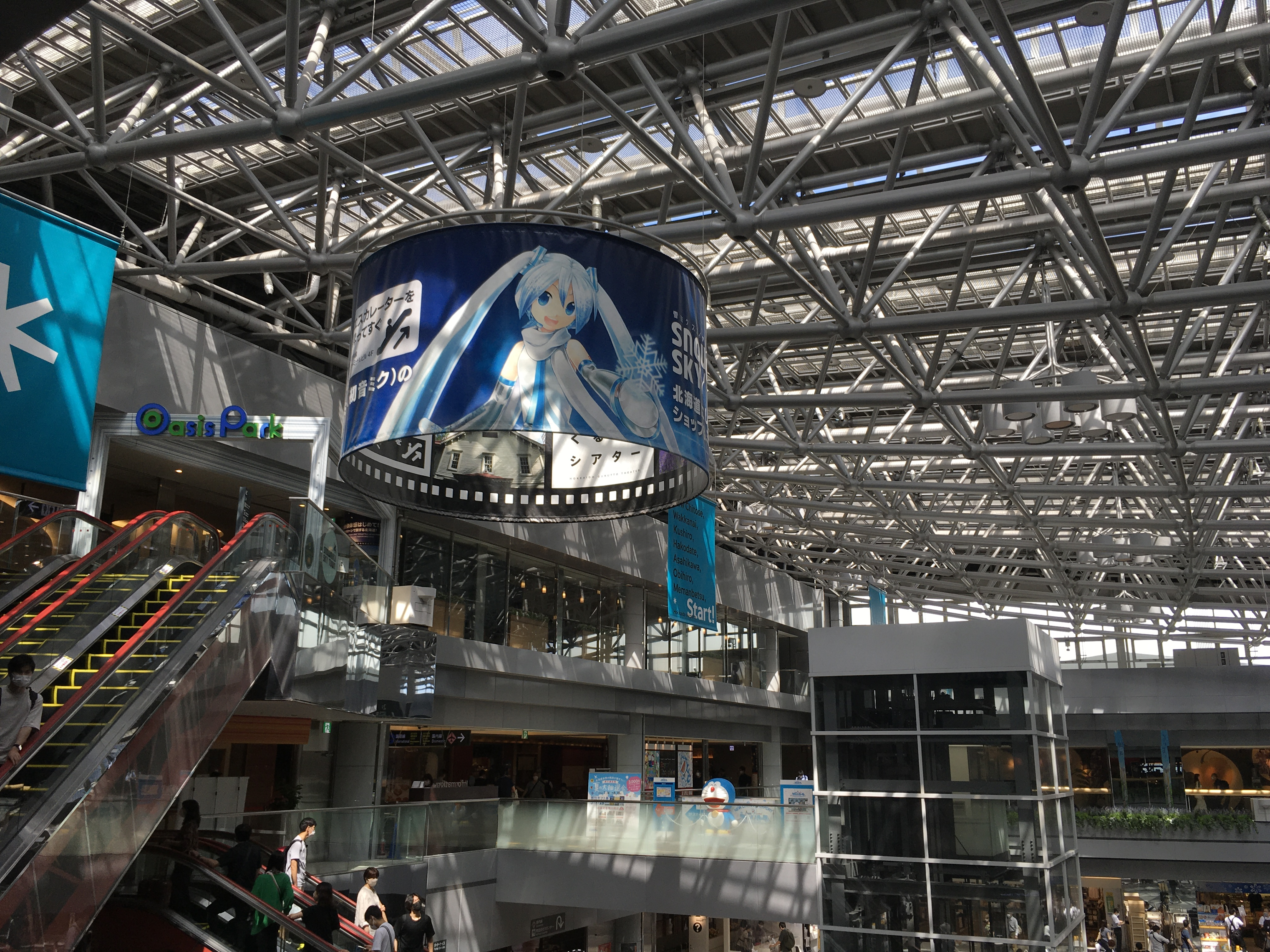
国内線ターミナル4F オアシスパーク入口

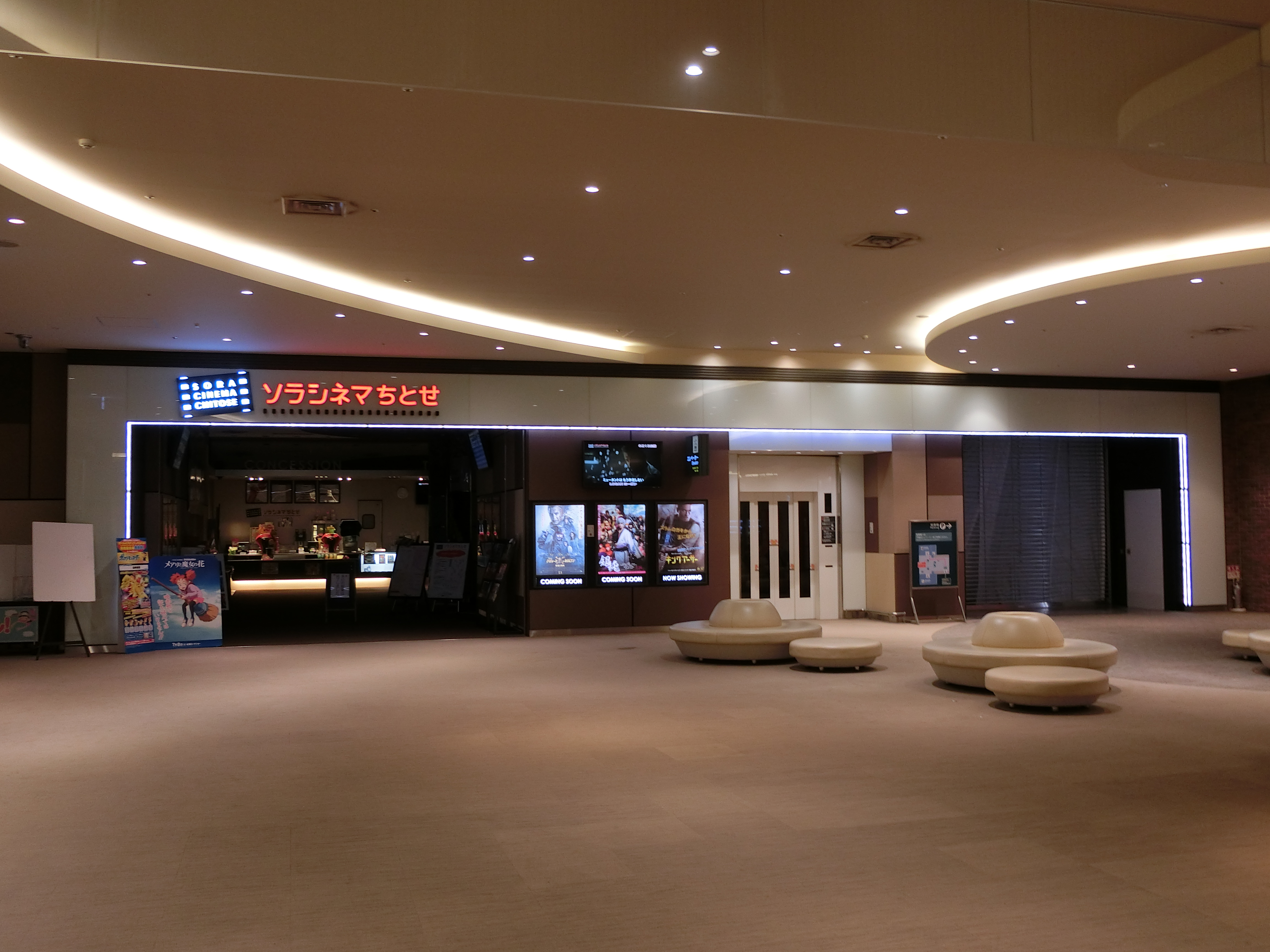
ソラシネマちとせ

終戦後1951年の民間航空就航時に米軍施設内に設けられた旅客施設を使用し、その後1963年に民間航空専用区域へ建設された千歳空港ターミナルビルに代わる施設として、1992年7月1日に供用を開始した。
滑走路北端西側に位置する地上4階建(一部5階建)、地下1階の鉄骨造一部鉄筋コンクリート造で、延床面積は18万2,517平方メートル。日本空港コンサルタンツ・日建設計・クリエート山本設計室・北海道開発コンサルタントが設計・監理を、東急エージェンシーがコンセッション設計監理を、鹿島建設・地崎工業などの共同企業体が工事を担当。国内線貨物ビル・ケータリング施設・事務棟の新築と合わせ直接工事費714億円、総投資額850億円が費やされた。
建設にあたっては「21世紀に向けて北方圏や北海道を代表する建築であること」「動線が長大なため明快であること」「自然光を考慮した大空間や吹き抜けで空間的余裕・安らぎが得られること」「北海道らしさの特徴付けや演出が得られること」といったデザインの指針が示され、上空から見るとアメリカ合衆国テキサス州のダラス・フォートワース国際空港を模した半円周型をしており、円弧を滑走路側に向けた構造とした。外観は空を映し出す青系のガラスカーテンウォールの壁面で北海道らしさを演出しエプロン側の2階待合室の窓際には傾斜したガラス屋根をあしらい3・4階からの眺望を高めており外構には透明感ある庇やモニュメントを配した。館内は航空会社別に動線を分け動く歩道等の移動設備を削減し維持管理費の節減につなげ中央部にはシンボルとなる吹き抜けのアトリウムを設けチェックインロビーにも自然光を取り入れ変化をもたせる形とし、道路も出発用と到着用で乗降場を分ける形とした。
2010年前半から、国際線ターミナルビルとの接続部付近を中心とした増築工事が行われ、2011年7月15日に第1期施設がオープンし、2012年3月16日に全面オープンした。事業費は約200億円で、増築面積は約2万9,330平方メートル。出発ロビーや商業施設などが拡大し、温浴施設や映画館などが新設された。
就航便数の拡大や旅客数の拡大に伴い、混雑の解消と機能の向上を目指して2015年3月16日から施設整備工事に着手。約200億円をかけて、約4万7,000平方メートルを整備し、2018年8月に再整備を完了。LCCや全日空団体用カウンターを1階から2階への移設のほか、出発ロビー出発口の拡充・再配置、手荷物検査にインライン方式を導入する。（スカイマークを除く）
円弧上に18基のボーディングブリッジが等間隔で並んでおり、その大部分はボーイング777やエアバスA350クラスの大型機も使用可能である。1階が到着ロビー、2階が出発ロビーで、北半分の0 - 10番ゲートを全日空、AIRDO、ピーチが、南半分の11 - 19番ゲートを日本航空、フジドリームエアラインズ、ジェットスター・ジャパン、スプリング・ジャパン、スカイマークが使用している。
空港側1階から水平部分が18.3mもある特徴的なエスカレーターに乗り、地下1階にはJR新千歳空港駅が直結。2階から4階には飲食店や土産物店、ホテルなどが軒を連ねる。天然温泉付温浴施設の「新千歳空港温泉」は、空港ターミナルビルの閉館後を含む午前10時から翌9時まで、23時間営業。宿泊機能もあり、入浴や休息のほか、道内遠隔地からの早朝便の利用や、悪天候などでの夜間の欠航の際に一時待機先として選択できるようになった。ただし、定員を超えるとホテル宿泊者を除く一切の入場は無条件で断られる。ほかにも千歳市内では27年ぶりとなる映画館「新千歳空港シアター」は、大規模な欠航が発生した場合に空港側の判断により乗客に開放されることがある。
また、長野県を中心に展開するゲームセンター「アピナ新千歳空港店」があり、飛行機を待つ時間に暇を潰せるスポットとなっている。
着陸料以外の非航空系の収入では、地方空港の中でトップクラスの収入を記録し続けている。そのため、他の地方空港の関係者による視察が絶えず、中部国際空港も開港時には経営モデルとして参考にしたと言われている。
2018年4月1日より、京成電鉄が成田空港駅又は空港第2ビル駅からのスカイライナーと都内の東京メトロ、都営地下鉄に乗り放題のチケット、「スカイライナーバリューチケット」の自動券売機が、国内線搭乗待合室内に設置された。
- 開館時間： 5:00～23:00(早朝、深夜便運航時は変更することがある。)

#### 国際線ターミナルビル

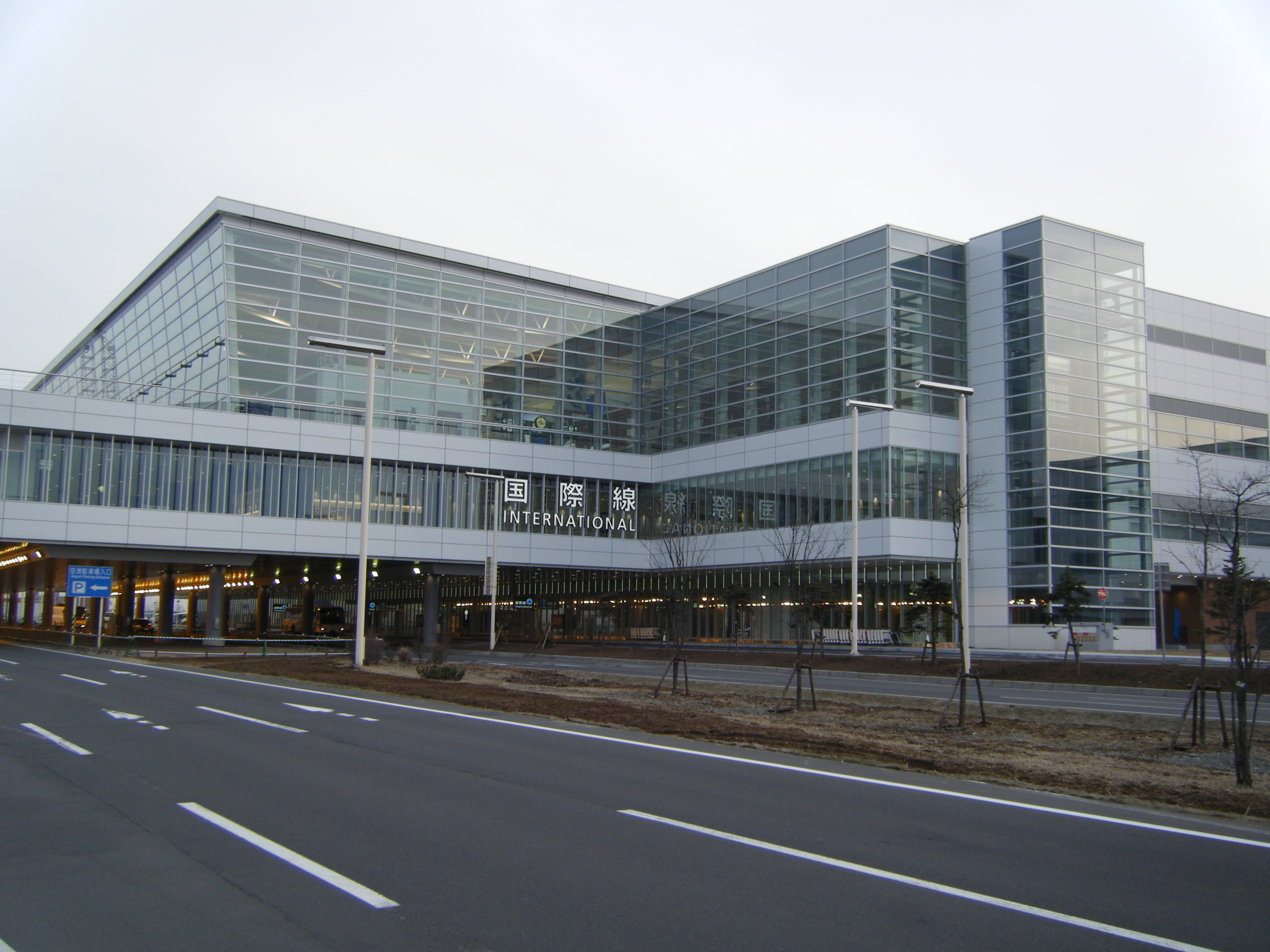
国際線ターミナル外観

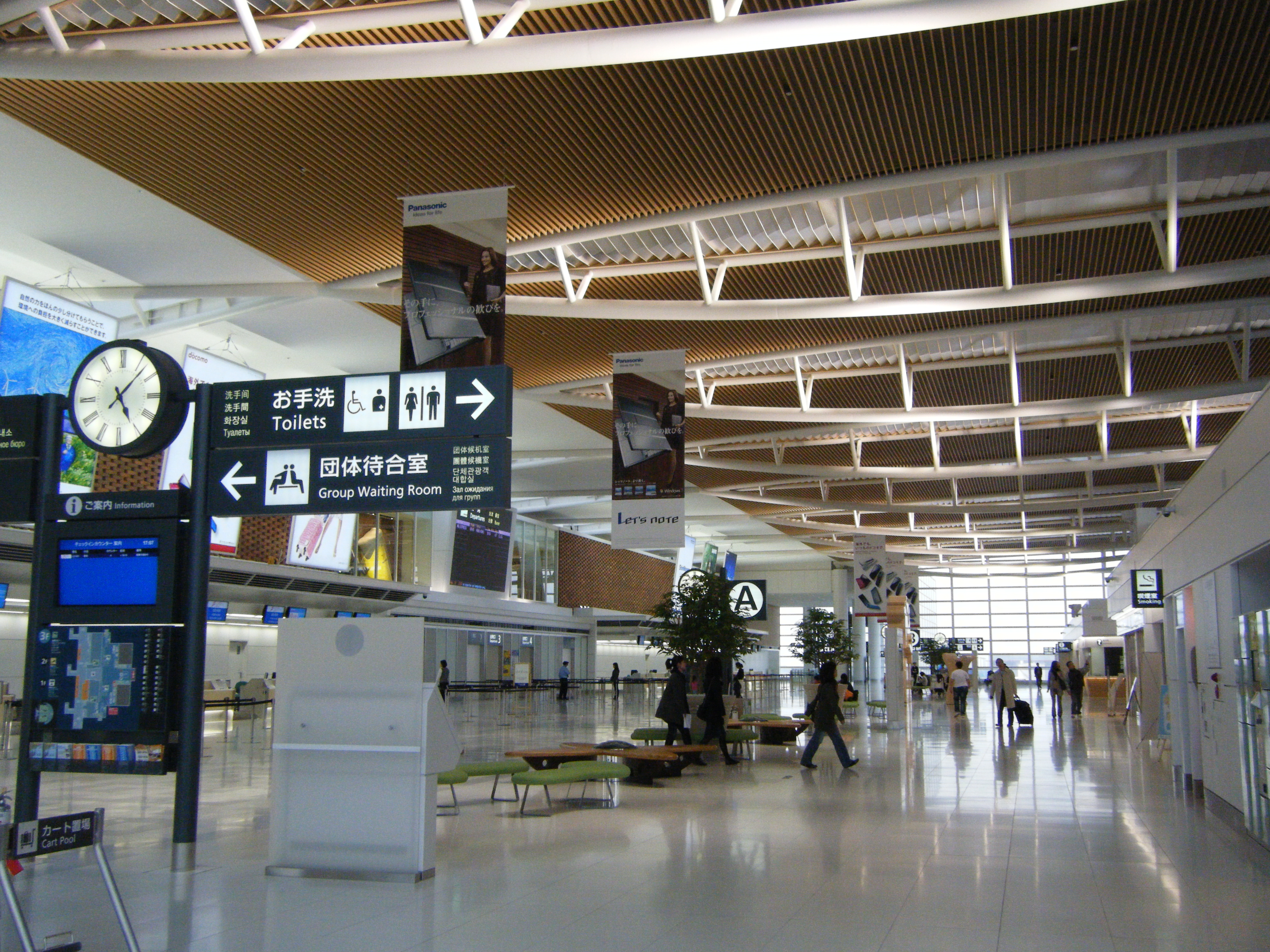
国際線ターミナル内部

国際線は、当初現国内線ターミナルビルのうち北側11,255平米の部分（0 - 2番ゲート）を使用していたが、国際線旅客の急増に加え、航空自衛隊(防衛省)との空域調整により発着便が特定曜日・時間帯に集中し、チェックインカウンターや出発ロビーの混雑が顕在化していた。こうした状況を解消するため、2008年5月に国際線ターミナルビルの建設に着工。2010年2月24日に竣工し、同年3月26日に供用を開始した。
建物は、千歳基地に面した地上4階建、地下1階の鉄骨造一部鉄筋コンクリート造で、延床面積は5万9,155平方メートル。総工費は206億円。日建設計、アラップなどが設計を、荒井建設、鹿島建設などが工事を担当した。
約300 m東側の国内線ターミナルビルとは連絡施設で結ばれ、2階が到着ロビー、3階が出発ロビー、1階はバスやタクシーとのアクセス施設、4階には搭乗客向けのフードコートやラウンジが設けられている。5基のボーディングブリッジを有しており、1時間あたり530人、年間100万人の利用客にも十分対応可能な処理能力を持ち、将来的には1時間あたり730人程度まで対応可能となっている。
供用開始後は台湾や香港、タイなどのアジア圏を中心とした路線が増便され、海外観光客の増加が見られた。また、アジア系LCCの定期便就航・チャーター便運航の動きも活発になっている他、ターミナル内案内表示板にはロシア語が併記され、将来的なロシア路線拡張も見込まれている。2017年夏季からは1時間当たり42便への発着枠拡大に伴い一層の増便が見込まれているが、出発カウンターや保安検査場の不足による特定時間帯の混雑といった課題も生じている。
今後も更なる航空需要の拡大が見込まれることから、2017年11月17日、施設を増築する再整備計画が発表された。増築部分は地上8階建約6万3,000平方メートル、増築後の延床面積は12万4,000平方メートルとなり、出発・到着ロビーや搭乗橋3か所などの増設、ホテルの新設などが予定されている。事業費は650億円。2016年11月13日に着工。
2019年8月30日より旅客設備部の供用を開始し出発ロビーを南側に200m拡張し560m、搭乗カウンターを19増設し74か所とし保安検査場は1レーン増設した6レーンとし最終的に同年10月末までに9レーンとし内7レーンに高性能の「スマートレーン」を設置。また税関部は検査台を13増の24台、入国審査は9増の30ブース、検疫は1増の3ブース、手荷物ターンテーブルを1増の3台、搭乗橋を3基増設とした。その後同年11月に多目的ホールと2020年2月にホテルを開業、3月に延床面積約6万平方メートルの増築部が竣工した。
- 開館時間：5:00～23:00(早朝、深夜便運航時は変更することがある。)

#### 連絡施設
国内線と国際線のターミナルビルの間に位置する地上4階建、地下1階の鉄骨造一部鉄筋コンクリート造の施設で、延床面積2万1,128平方メートル。国際線ターミナルビルの供用開始に伴い、2010年3月26日に2階の連絡通路部分が先行オープン。2011年7月15日に全面の供用が開始された。
2階と3階で国内線と国際線のターミナルビルを結んでおり、2階はムービングウォークのある通路やぬいぐるみと触れ合えるコーナー、3階はスマイル・ロードと名づけられ、飲食店・土産物店のほか、ドラえもんやハローキティのエンターテインメント施設が設けられている。
- 開館時間：5:00～23:00

#### フロア構成

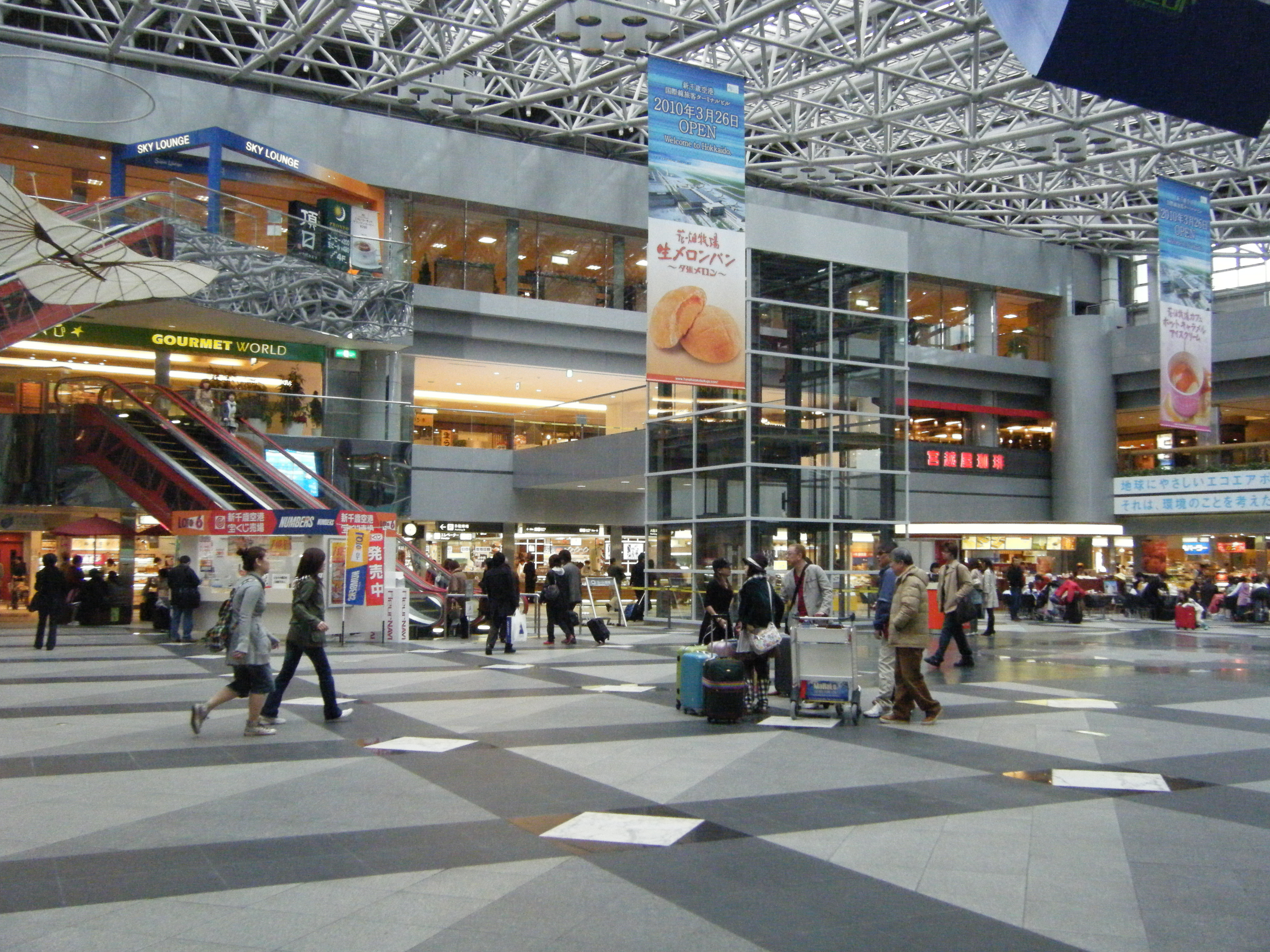
国内線ターミナル（センタービル）内部

|          | 国内線ターミナルビル                                | 国内線ターミナルビル | 連絡施設                                           | 国際線ターミナルビル                                                                    | 国際線ターミナルビル                                     |
|          | 制限区域                                            | 一般区域 | 一般区域                                           | 一般区域                                                                                | 制限区域                                                 |
| -------- | --------------------------------------------------- | --- | -------------------------------------------------- | --------------------------------------------------------------------------------------- | -------------------------------------------------------- |
| 4階      |                                                     | オアシス・パーク - 温浴施設 - 映画館 - ゲームセンター - 展望デッキ                                                                           |                                                    | フードコートウイング - ロイヤルラウンジ - 物販店、飲食店 - ホテル（-8階）               |                                                          |
| 3階      | - 航空会社ラウンジ                                  | グルメ・ワールド - 物販店、飲食店 - 展示施設 - スーパーラウンジ - ホテル（-5階）                                                             | スマイル・ロード - 物販店 - エンタテインメント施設 | 出発ロビー - 出発カウンター - 出発口 - 接遇室                                           | - 保安検査場 - 出国審査場 - 搭乗待合室 - 免税店 - 搭乗口 |
| 2階      | - 保安検査場 - 搭乗待合室 - 物販店、飲食店 - 搭乗口 | 出発ロビー - 出発口 - 出発カウンター - 会議室 ショッピング・ワールド - 物販店 - 郵便局・銀行                                                 | - エンタテインメント施設                           | 到着ロビー - 到着口 - 団体待合室、接遇室 - 礼拝室 - 国際線ツアーデスク - イベントホール | - 入国審査場 - 手荷物受取場 - 税関                       |
| 1階      | - 手荷物受取場                                      | 到着ロビー - 到着口 - 物販店、飲食店 - 国内線ツアーデスク - 警察派出所 - 診療所 - 団体待合室、接遇室 - レンタカーカウンター - バスカウンター | - A・B駐車場 - 駐車場連絡出入口                    | 車寄せロビー - レンタカーカウンター - バスカウンター                                    |                                                          |
| 1階      |                                                     | - バス・タクシー乗降場 - 一般車乗降場 | - 駐車場連絡口                                     | - バス・タクシー乗降場                                                                  |                                                          |
| 地下 1階 |                                                     | - JR新千歳空港駅 |                                                    |                                                                                         |                                                          |

#### ラウンジ・接遇室・待合室
ラウンジ
- 国内線

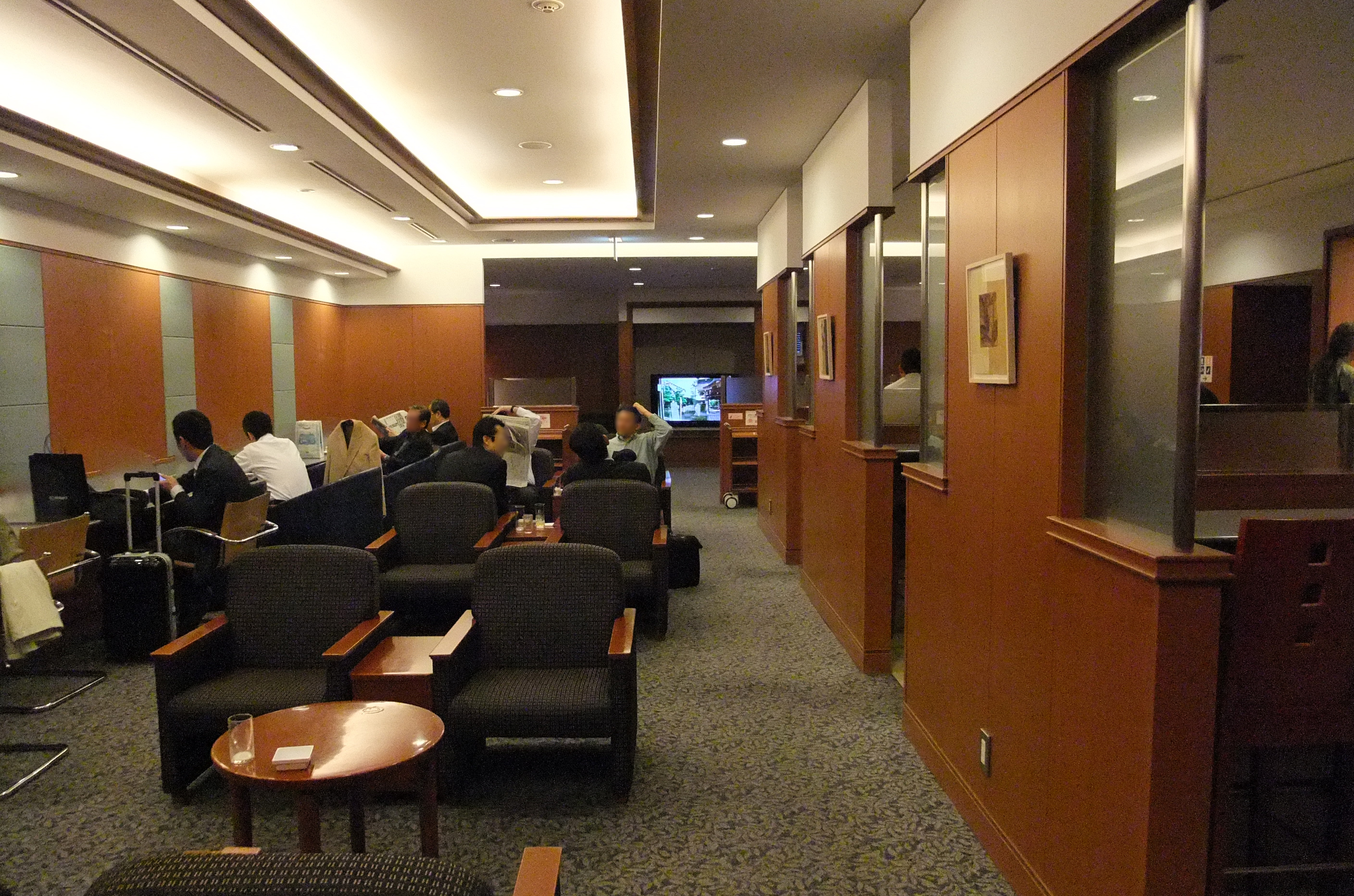
サクララウンジ

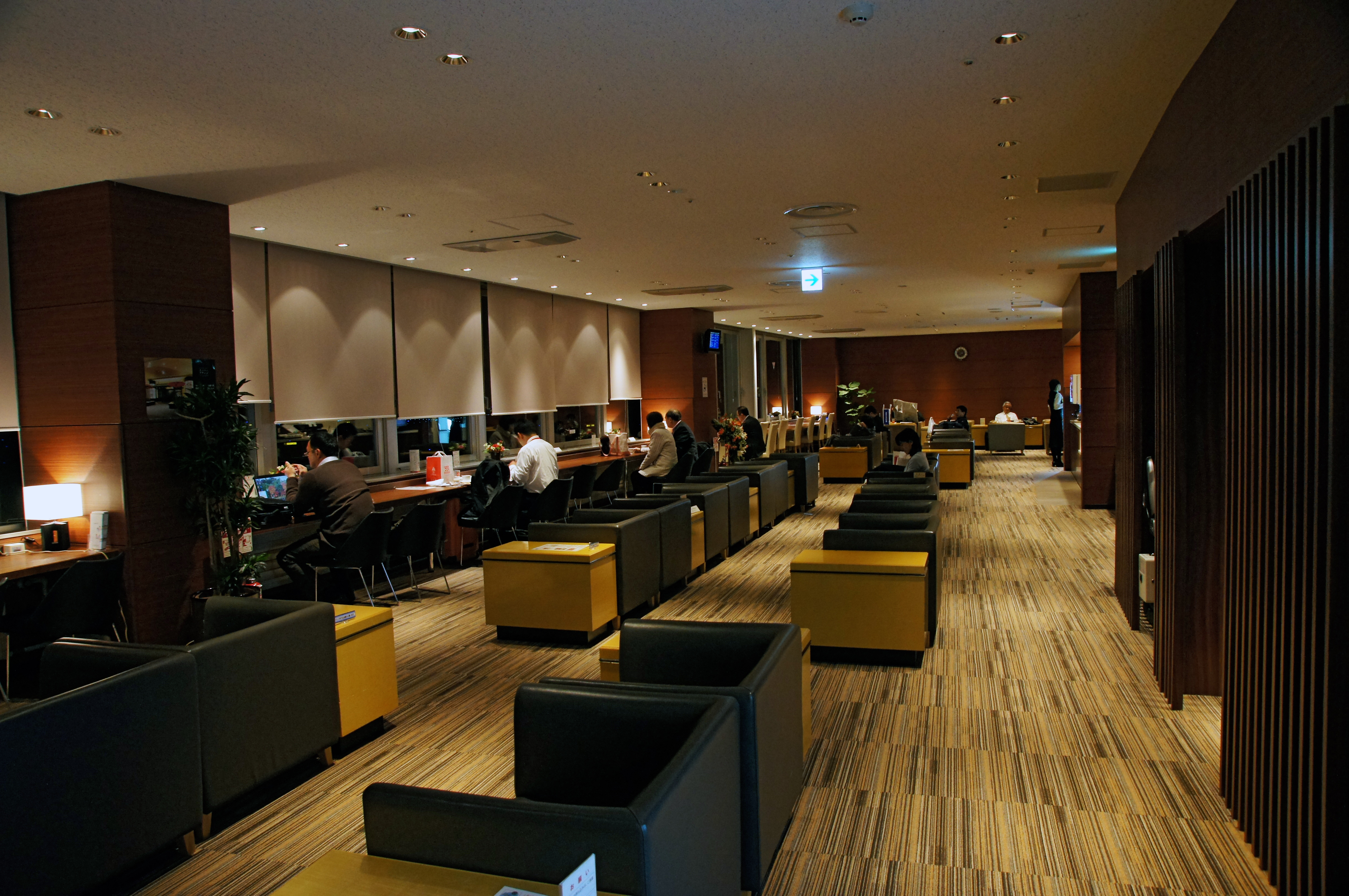
スーパーラウンジ

  - ダイヤモンド・プレミアラウンジ/サクララウンジ - 3F制限区域内、JAL上級会員用ラウンジ
  - ANAスイートラウンジ/ANAラウンジ - 3F制限区域内、ANA上級会員用ラウンジ
  - スーパーラウンジ - 3F一般区域、一部クレジットカード会員および有料ラウンジ
  - スーパーラウンジアネックス - 4F一般区域、一部クレジットカード会員および有料ラウンジ

- 国際線
  - ロイヤルラウンジ - 4F、カード・有料ラウンジ（全28席）、航空会社専用ラウンジ（全108席）

接遇室
- 国内線
  - 接遇室1A - 1F、10席

- 国際線
  - ハマナス - 2F、8席
  - エゾマツ - 3F、8席

団体待合室
- 国内線
  - 団体待合室1A - 1F、34席
  - 団体待合室2A - 2F、60席
  - 団体待合室2B - 2F、24席

- 国際線
  - セタナリア - 2F、80席
  - スズラン - 2F、48席
  - ラベンダー - 2F、48席
  - ライラック - 2F、48席
  - イチイ - 3F、42席
  - シラカバ - 3F、42席

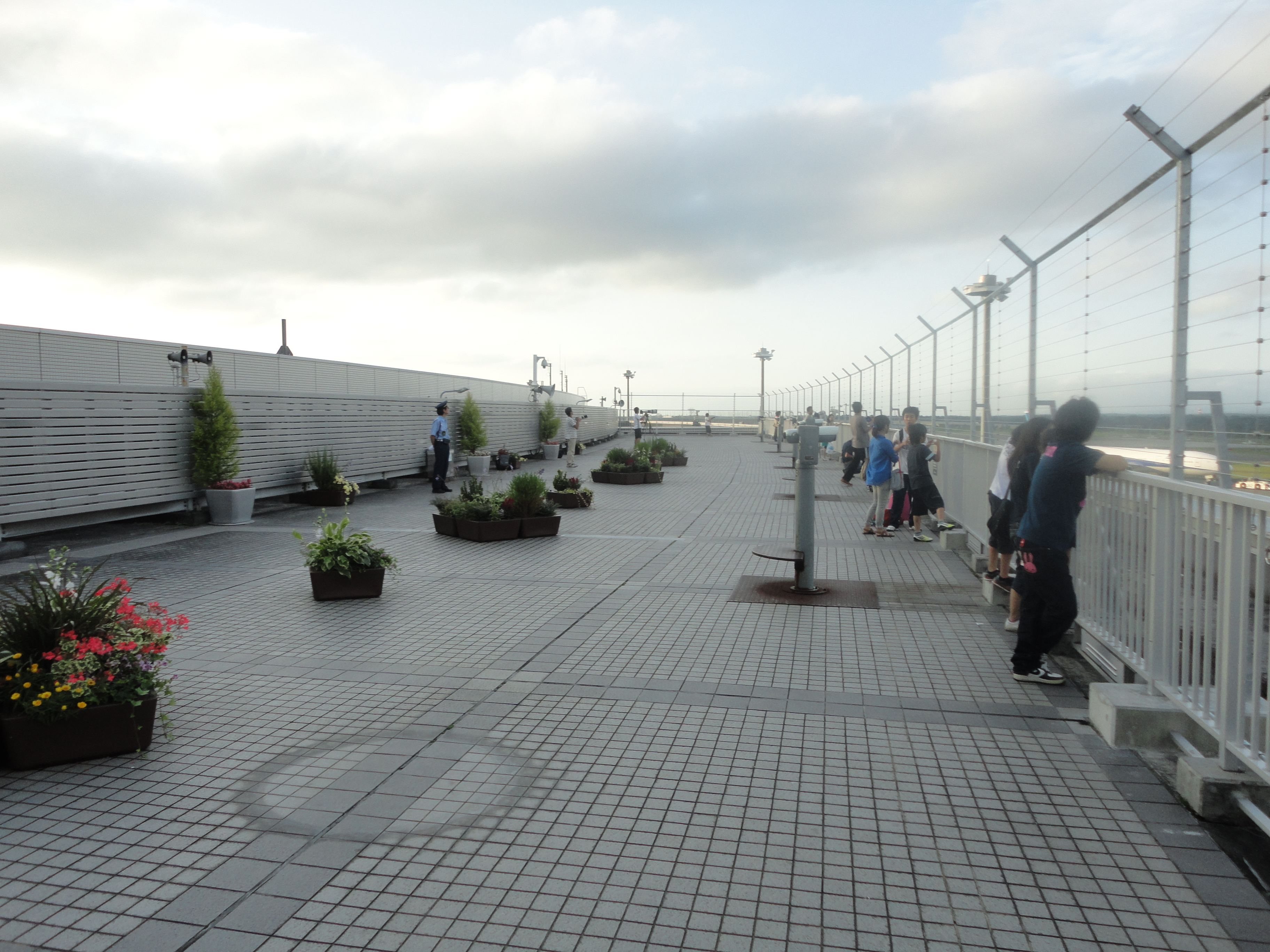
国内線ターミナル（センタービル）屋上の展望デッキ（12/1 - 3/31の間は閉鎖）
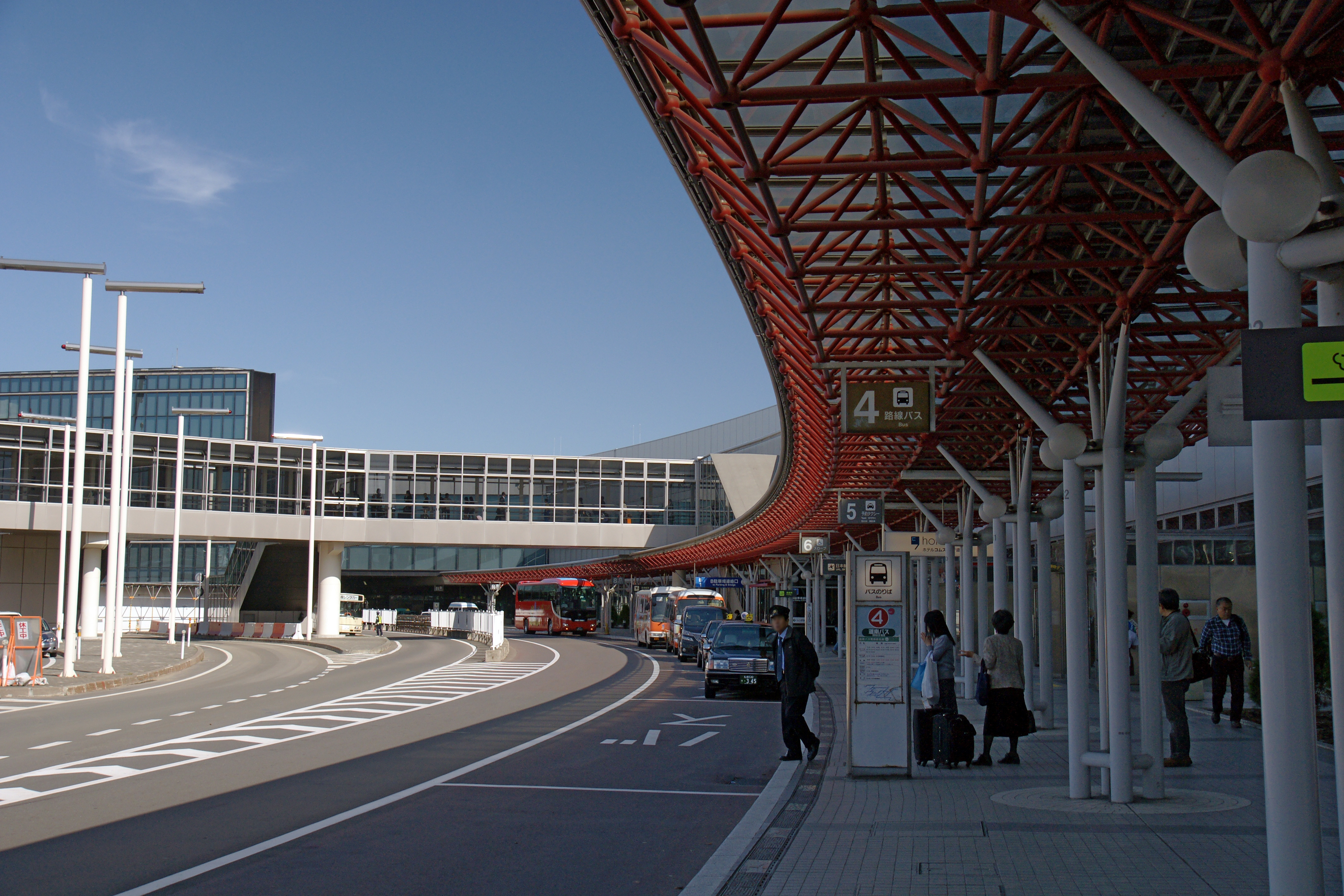
センタービルへのアプローチ、バス乗り場
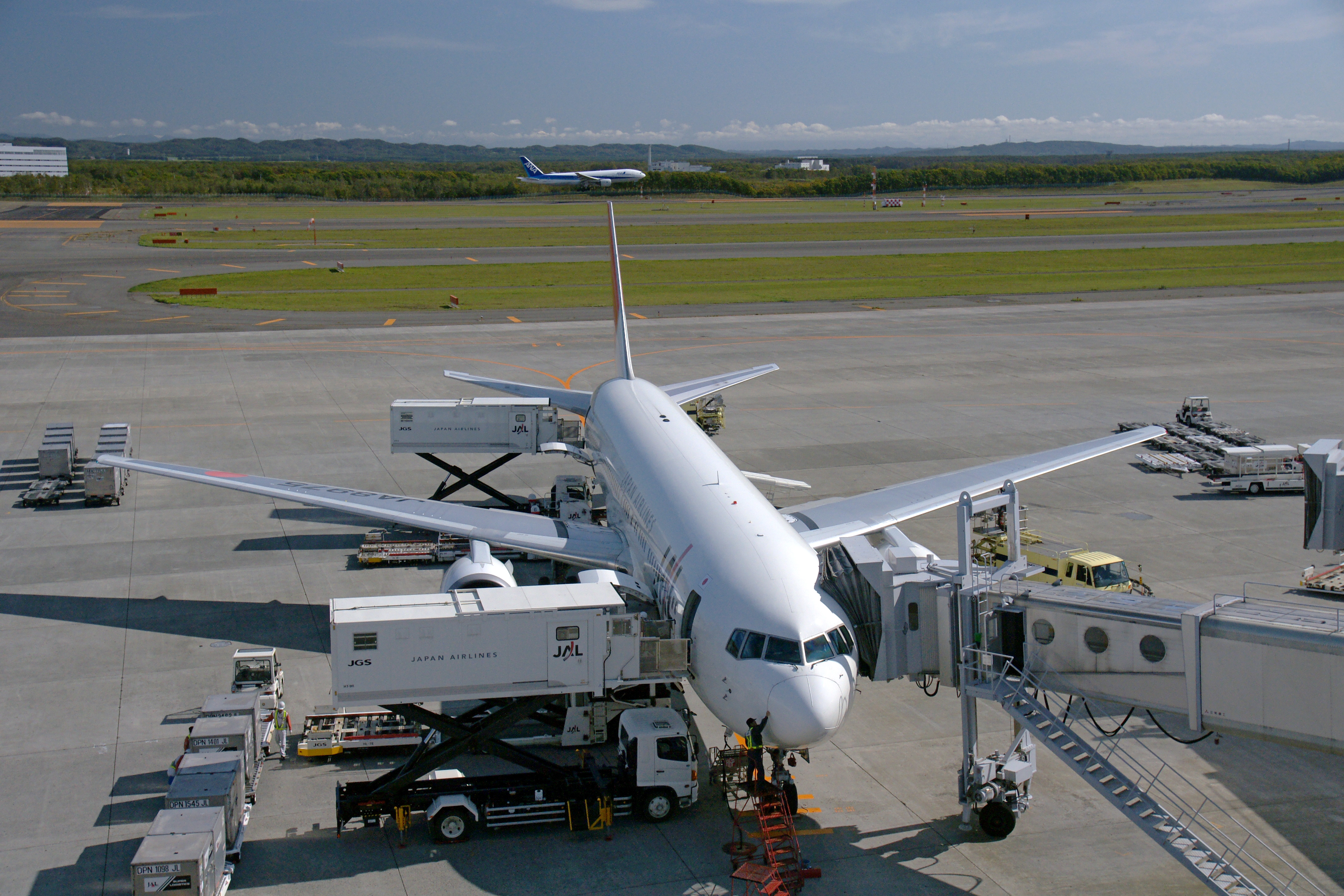
国内線エプロン

#### プライベート機用施設
国際線旅客ターミナル北側にプライベート機専用ターミナル施設「Hokkaido Business Aviation Center」（HBAC）を2023年12月より設置。鉄筋コンクリート造平屋建て約550平米、ユニバーサル・アビエーションが運営し、北海道の自然をコンセプトにした内装のラウンジやCIQ施設等を設ける。

#### ホテル

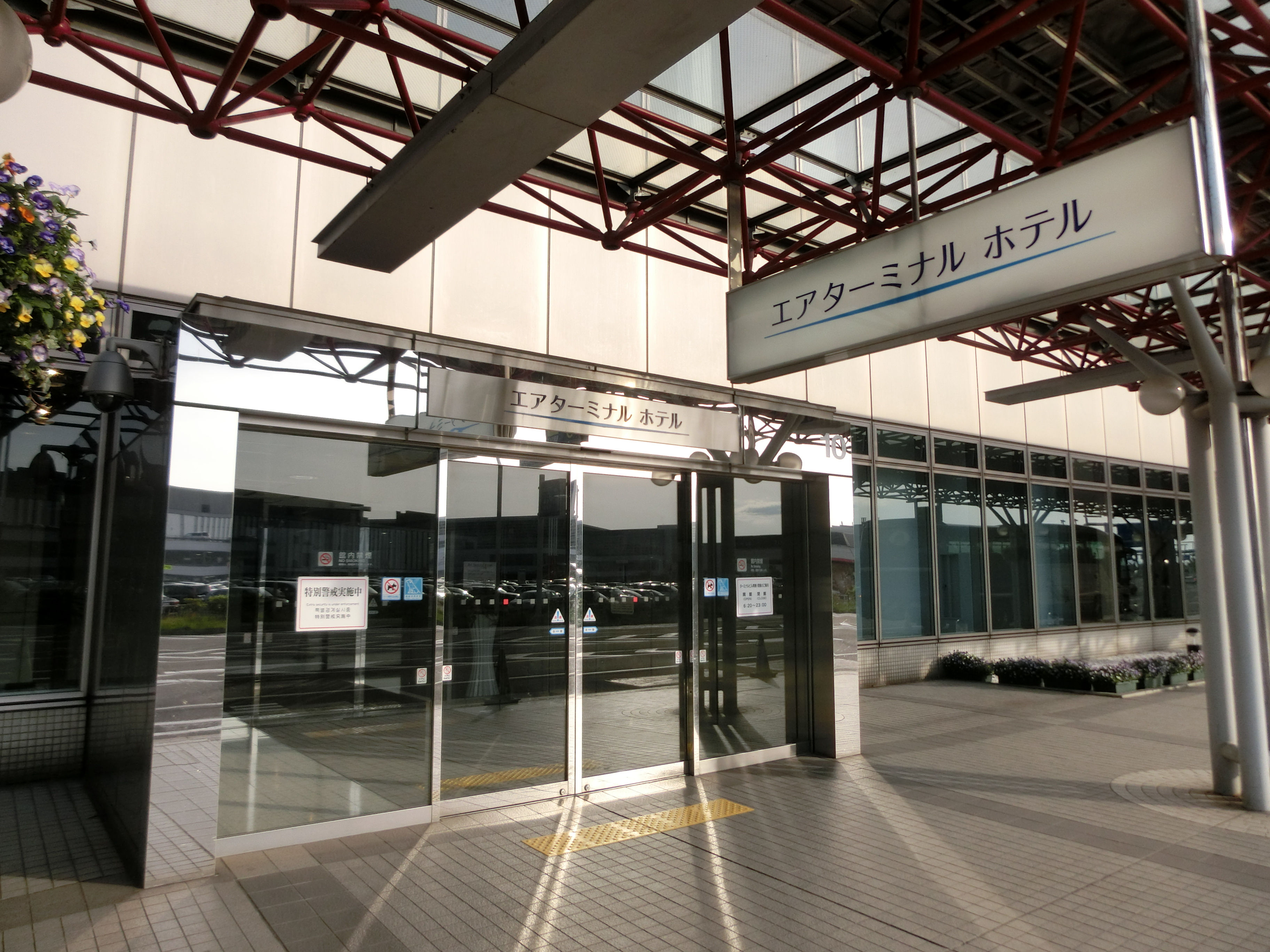
エアターミナルホテル正面出入口

北海道空港傘下の碧雲堂ホテル&リゾート（旧・丸瀬布観光公社）が空港敷地内で2軒のホテルを運営しており、国内線ターミナルビル内「エアターミナルホテル」は現国内線ターミナルビルの開業時に三井観光開発（現・グランビスタ ホテル&リゾート）が「三井アーバンホテル新千歳空港」としてオープンし2008年から「ホテルコムズ新千歳空港」に名称を変更、2011年度いっぱいまで営業した後一時閉鎖し、同年4月28日から丸瀬布観光公社が引き継ぎ現在の「エアターミナルホテル」として営業している。また国際線ターミナル内には富裕層向け171室の「ポルトムインターナショナル北海道」が2020年2月から営業を行っている。
空港敷地内の2軒の他、車で10分程度の千歳市内にも複数のホテルがある。近年の空港利用者の急増により宿泊施設の需要も増加し、千歳市内でホテルの建設が進んでいる。
エアターミナルホテル
- 4-5階：客室
- 3階 - フロント・ロビー・客室・レストラン「シェーンバッサー」（朝食のみ）/ビジネスコーナー
- 1-2階 - ターミナルロビー直結エレベーター

ポルトムインターナショナル北海道
- 8階：スイートフロア、バー「THE BAR」/シガーバー「THE CIGAR BAR」
- 7階：スイートフロア
- 5-6階：スタンダードフロア
- 4階：カフェ・ライブラリー「CAFE SKY LIVERARY」、和食「京都 下鴨茶寮 北のはなれ」、フランス料理店「TATERU YOSHINO」、マックススリム エステティック&スパ、大浴場、ジム
- 2階：イベントホール「新千歳空港ポルトムホール」
- 1階：車寄せ・エントランス

### 雪冷熱供給システム
環境と人に優しい「エコエアポート」を目指して、貯蔵した雪を冷房に活用するシステムを2010年3月に整備。同年5月から運用を開始した。世界最大規模となる高さ8 m以上、縦200m、横100mの雪を貯蔵して、5月から9月までの間、旅客ターミナルビルや連絡施設などの冷房に活用している。計画では、従来の重油使用量の3割を賄い、将来的には年間2100トンの二酸化炭素削減を目指している。

## 拠点・焦点都市としている航空会社
それぞれ2社ずつハブ空港、焦点都市として運航している。
ハブ空港
- AIRDO
- Peach Aviation

焦点都市
- 日本航空
- 全日本空輸

## 就航路線
※ 航空連合は右記の通り。OW：ワンワールド、SA：スターアライアンス、ST：スカイチーム
※ 語末の★は、格安航空会社 (LCC)
※ COVID-19の影響により、長期運休となっている路線もある。詳細は航空各社のホームページを参照。

### 国内線
道外から北海道に入るには空路が最も効率的な交通手段であることから、季節運航も含め30路線以上の国内線ネットワークを持ち、北海道の空の玄関となっている。とりわけ羽田 - 新千歳線は羽田 - 福岡線と並び、日本の国内線の2大巨頭であり、日本航空、全日本空輸、スカイマーク、AIRDOの4社が競合し、国内最多の旅客数を記録している。また、Peach Aviationが運航する新千歳 - 那覇線は国内最長距離路線であり、その片道マイル数は1,397マイル、所要時間は約4時間とこれは国際線における東京（羽田、成田）- ソウル（仁川、金浦）線の758マイル、約2時間30分に比べてはるかに長くなっている。
国内線を運航する全ての格安航空会社 （LCC）が就航しており、成田国際空港や関西国際空港、中部国際空港との間を結ぶ国内線が運航されている。なお、札幌市内には丘珠空港があるが、こちらは主に日本航空グループの北海道エアシステムの道内路線を中心に運航されている。
| 航空会社                        | 目的地 |
| ------------------------------- | --- |
| 日本航空 (JAL)(OW)              | 東京/羽田、大阪/伊丹、大阪/関西、名古屋/中部、女満別、青森、花巻、仙台、広島、出雲（8月限定運航）、徳島（8月限定運航）、福岡                                                                     |
| 全日本空輸 (ANA)(SA)            | 東京/羽田、東京/成田、大阪/伊丹、大阪/関西、名古屋/中部、利尻（6月〜9月限定運航）、稚内、中標津、釧路、女満別、函館、青森、秋田、仙台、福島、新潟、富山、小松、静岡、大阪/神戸、岡山、広島、福岡 |
| スカイマーク (SKY)              | 東京/羽田、名古屋/中部、茨城、大阪/神戸、福岡 |
| AIRDO (ADO)                     | 東京/羽田、名古屋/中部、大阪/神戸、仙台、福岡 |
| ジェットスター・ジャパン (JJP)★ | 東京/成田、大阪/関西、福岡 |
| スプリング・ジャパン (SJO)★     | 東京/成田 |
| Peach Aviation (APJ)★           | 東京/成田、大阪/関西、名古屋/中部、仙台、福岡、沖縄/那覇 |
| フジドリームエアラインズ (FDA)  | 山形、新潟、松本、静岡、福岡 |
| アイベックスエアラインズ (IBX)  | 仙台 |

### 国際線
チャーター便を含む利用者は2007年に年間80万人、2012年には年間100万人を突破している。またアジア諸国の経済成長を受けた海外旅行者数の増加や、台湾や香港、大韓民国やタイ王国などアジア諸国や、ヨーロッパやオーストラリアにおける「北海道ブーム」により、既存路線の増便や新路線開設の動きが活発になっていた。
これにより、ハワイやヨーロッパへの中長距離路線復活や、中華人民共和国、東南アジア各国への新路線開設や新規乗り入れ航空会社の増加など活発な動きを見せている。なお、格安航空会社は2018年9月現在で海外拠点11社が就航している。
しかし、近年軍拡を進める中華人民共和国とロシアの軍用機が日本の防空識別圏を窺っている（東京急行など）ほか、民間機による諜報活動を行っているとみられることもあって、冷戦時代より防衛上の観点から軍事的緊張関係にある国の航空会社の乗り入れ時間帯制限が行われている。このため自由なダイヤが組めないなど課題も多いが、その後2016年10月末からは、中ロの航空会社について従来禁止されていた月曜日と木曜日の発着を一部認め、毎日発着可能とする規制緩和も行われている。なお、現在はロシアのウクライナ侵攻に伴い、ロシアの航空会社は乗り入れが禁止されている。
2017年夏季からは1時間当たり42便への発着枠拡大に伴い一層の増便が見込まれているが、出発カウンターや保安検査場の不足により特定時間帯に混雑がみられるといった課題も生じている。また2020年3月からは昼間発着枠が50回に拡大された一方で、人員不足により地上支援業務の態勢が整わない事を理由として運航の継続や増便等を見送る動きも生じている。
2020年の新型コロナウイルスによる旅客便全面運休を経て2022年に韓国・台湾・東南アジア方面の路線から再開され、その後2025年1月の見込みでは新型コロナ直前の2020年1月の水準を26%上回る週267往復に続伸するも韓国方面の路線を中心に東アジア路線が占める形となり、人員不足のほか日本国内での航空燃料供給の不足もあり、カンタス航空などが再開を見送るほか（2025年12月15日から運航再開予定）、ロシアのウクライナ侵攻に伴い極東ロシア方面やフィンランド路線の再開の見込みが立たないといった課題も生じている。
| 航空会社                           | 目的地                                                                                        |
| ---------------------------------- | --------------------------------------------------------------------------------------------- |
| チャイナエアライン (CI) (ST)       | 台北/桃園                                                                                     |
| エバー航空 (BR) (SA)               | 台北/桃園                                                                                     |
| スターラックス航空 (JX)            | 台北/桃園                                                                                     |
| タイガーエア台湾 (IT)★             | 台北/桃園、高雄                                                                               |
| 大韓航空 (KE) (ST)                 | ソウル/仁川                                                                                   |
| アシアナ航空 (OZ) (SA)             | ソウル/仁川                                                                                   |
| ジンエアー (LJ)★                   | ソウル/仁川、釜山                                                                             |
| ティーウェイ航空 (TW)★             | ソウル/仁川                                                                                   |
| チェジュ航空 (7C)★                 | ソウル/仁川、釜山                                                                             |
| エアプサン (BX)★                   | 釜山                                                                                          |
| エアソウル (RS)★                   | ソウル/仁川                                                                                   |
| イースター航空 (ZE)★               | ソウル/仁川                                                                                   |
| エアロK (RF)★                      | 清州                                                                                          |
| 中国国際航空 (CA) (SA)             | 北京/首都                                                                                     |
| 中国東方航空 (MU) (ST)             | 上海/浦東                                                                                     |
| 吉祥航空 (HO) (SA)                 | 上海/浦東                                                                                     |
| 深圳航空 (ZH) (SA)                 | 深圳                                                                                          |
| 海南航空 (HU)                      | 西安                                                                                          |
| 四川航空 (3U)                      | 成都/天府（2025年10月26日より運航再開予定）                                                   |
| 北京首都航空 (JD)                  | 北京/大興                                                                                     |
| 天津航空 (GS)                      | 天津                                                                                          |
| 春秋航空 (9C)★                     | 上海/浦東                                                                                     |
| キャセイパシフィック航空 (CX) (OW) | 香港                                                                                          |
| 香港航空 (HX)                      | 香港                                                                                          |
| グレーター・ベイ航空 (HB)★         | 香港（2025年12月17日より就航予定）                                                            |
| フィリピン航空 (PR)                | マニラ（2025年11月24日より運航再開予定）                                                      |
| セブパシフィック航空 (5J)★         | マニラ                                                                                        |
| タイ国際航空 (TG) (SA)             | バンコク/スワンナプーム                                                                       |
| タイ・エアアジア X (XJ)★           | バンコク/ドンムアン（季節運航）                                                               |
| タイ・エアアジア (FD)★             | 台北/桃園、チェンマイ（台北/桃園経由）                                                        |
| タイ・ベトジェットエア (VZ)★       | 台北/桃園、バンコク/スワンナプーム（台北/桃園経由）                                           |
| タイ・ライオン・エア (SL)★         | 高雄（2025年12月1日より就航予定）、バンコク/ドンムアン（2025年12月1日より就航予定、高雄経由） |
| エアアジア X (D7)★                 | クアラルンプール（季節運航）                                                                  |
| シンガポール航空(SQ) (SA)          | シンガポール（季節運航）                                                                      |
| スクート (TR)★                     | 台北/桃園、シンガポール（台北/桃園経由）                                                      |
| カンタス航空 (QF) (OW)             | シドニー（2025年12月15日より運航再開予定、季節運航）                                          |

| 航空会社               | 目的地     |
| ---------------------- | ---------- |
| Peach Aviation (MM)★   | 台北/桃園  |
| 中国東方航空 (MU) (ST) | 南京       |
| 中国南方航空 (CZ)      | 大連       |
| 奥凱航空 (BK)          | 天津       |
| 吉祥航空 (HO) (SA)     | 南京       |
| 深圳航空 (ZH) (SA)     | 無錫       |
| 廈門航空 (MF) (ST)     | 福州       |
| 山東航空 (SC)          | 青島、厦門 |
| フィンエアー (AY) (OW) | ヘルシンキ |

### 貨物便
| 航空会社                  | 目的地                       |
| ------------------------- | ---------------------------- |
| スプリング・ジャパン (IJ) | 東京/成田、東京/羽田、北九州 |

### 統計
| 就航空港                                           | 2015年旅客数 | 2015年冬季ダイヤ便数                |
| -------------------------------------------------- | ------------ | ----------------------------------- |
| 台湾桃園国際空港                                   | 551,682人    | 週7便 (CI)、週7便 (BR)、週7便 (GE)  |
| 仁川国際空港                                       | 488,893人    | 週13便 (KE)、週7便 (LJ)、週7便 (TW) |
| 香港国際空港                                       | 358,770人    | 週5便 (CX)、週5便 (HX)              |
| スワンナプーム国際空港                             | 169,783人    | 週7便 (TG)                          |
| 上海浦東国際空港                                   | 144,589人    | 週5便 (MU)、週5便 (9C)              |
| 高雄国際空港                                       | 103,546人    | 週5便 (CI)                          |
| 北京首都国際空港                                   | 51,977人     | 週5便 (CA)                          |
| ダニエル・K・イノウエ国際空港 （ホノルル国際空港） | 38,381人     | 週3便 (HA)                          |
| ドンムアン国際空港                                 | 33,792人     | -                                   |
| 金海国際空港                                       | 28,795人     | 週3便 (KE)、週3便 (BX)              |
| クアラルンプール国際空港                           | 26,269人     | 週5便 (D7)                          |
| 天津浜海国際空港                                   | 26,138人     | 週2便 (GS)                          |
| グアム国際空港                                     | 16,123人     | 週2便 (UA)                          |
| ホムトヴォ空港                                     | 8,303人      | 週2便 (HZ)                          |

### 国際線乗継専用便
東京国際空港、成田国際空港、大阪国際空港、関西国際空港、仙台空港、中部国際空港、福岡空港便などは、コードシェア便として国外航空会社便名が付与される便がある。利用は国際線乗継旅客に限られ、国内区間のみの利用は国内航空会社便名での利用となる。
- 日本航空(JAL)便
  - 中国東方航空、キャセイパシフィック航空、チャイナエアライン、アラスカ航空、ハワイアン航空、アメリカン航空、ブリティッシュ・エアウェイズ、カタール航空、バンコク・エアウェイズ、LATAM ブラジル、LATAM チリ、エールフランス、フィンエアー、カンタス航空、ガルーダ・インドネシア航空、エアタヒチヌイ、マレーシア航空、アエロメヒコ航空など
- 全日本空輸(ANA)便
  - 中国国際航空、タイ国際航空、吉祥航空、エア・カナダ、ニュージーランド航空、ターキッシュエアラインズ、ベトナム航空、LOTポーランド航空、ルフトハンザドイツ航空、フィリピン航空、ユナイテッド航空、シンガポール航空、スカンジナビア航空、深圳航空、マカオ航空、エティハド航空、山東航空、オーストリア航空、ガルーダ・インドネシア航空、ITAエアウェイズなど

### 就航都市

#### 国内線
- 道内：利尻○（6月〜9月のみ運航）、稚内、中標津○、釧路○、女満別○、函館○
- 東北：青森、秋田○、花巻、仙台、山形、福島
- 関東：東京/羽田、東京/成田、茨城
- 北信越：新潟○、松本○、富山、小松
- 東海：名古屋/中部、静岡○
- 関西：大阪/伊丹、大阪/関西、大阪/神戸
- 中国・四国：岡山、広島、出雲（8月限定運航）、徳島（8月限定運航）
- 九州・沖縄：福岡、沖縄/那覇

○は丘珠空港便もあり

#### 国際線
- 東アジア
  -  台湾：台北/桃園、高雄
  -  韓国：ソウル/仁川、釜山、清州
  -  中国：北京/首都、上海/浦東、深圳、天津、西安、北京/大興、成都/天府（2025年10月26日より運航再開予定）
  -  香港：香港
- 東南アジア
  -  フィリピン：マニラ
  -  タイ：バンコク/スワンナプーム、バンコク/ドンムアン（季節運航）、チェンマイ（台北/桃園経由）
  -  マレーシア：クアラルンプール（季節運航）
  -  シンガポール：シンガポール（台北/桃園経由または冬季直行便）
- オセアニア・太平洋
  -  オーストラリア：シドニー（2025年12月15日より運航再開予定、季節運航）

#### 貨物便
- 日本：東京/成田、東京/羽田、北九州

### 休廃止路線

#### 国内線
航空会社名は休廃止時点
- オホーツク紋別空港
  - 1990年8月 - 1998年4月、1999年11月 - 2001年3月：エアーニッポン
  - 2004年2月：エアーニッポンネットワーク
  - 2006年2月、2006年7月 - 2006年11月：北海道エアシステム
  - 2011年10月30日 - 2012年1月31日：全日本空輸
  - 2012年10月28日 - 2013年1月31日：全日本空輸
- とかち帯広空港
  - 1966年5月 - 1986年3月：東亜国内航空
  - 2005年10月 - 2006年11月：エアトランセ
- 三沢空港
  - 1968年5月 - 2007年9月：日本航空
- 大館能代空港
  - 1998年7月 - 1999年10月：エアーニッポン
- 庄内空港
  - 1995年6月 - 2007年8月：全日本空輸
- 広島西飛行場
  - 2002年5月 - 2003年3月：ジェイエア
- 山口宇部空港
  - 1993年5月 - 2002年3月：全日本空輸
- 米子鬼太郎空港
  - 1996年4月 - 1999年8月：エアーニッポン
  - 2014年4月 - 2014年10月：スカイマーク
- 高松空港
  - 1990年12月 - 2002年3月、2004年7月 - 2007年9月：全日本空輸
- 松山空港
  - 1991年10月 - 2007年10月、2011年3月 - 2011年10月：全日本空輸
  - 2018年3月 - 2021年11月：アイベックスエアラインズ[119]
- 高知龍馬空港
  - 1996年4月 - 2001年8月：エアーニッポン
- 大分空港
  - 1992年6月[120] - 1997年10月：日本エアシステム
- 阿蘇くまもと空港
  - 1992年6月[120] - 1997年10月：日本エアシステム
- 長崎空港
  - 1992年6月[120] - 2000年3月：日本エアシステム
- 宮崎空港
  - 1992年6月[120] - 1997年10月：日本エアシステム
- 鹿児島空港
  - 1991年10月 - 2007年10月：全日本空輸

かつて乗り入れていた航空会社
- 日本ユニバーサル航空（貨物便 1991年 - 1992年 羽田・名古屋線）
- ギャラクシーエアラインズ（貨物便 2007年4月 - 2008年9月 羽田・関西線）

#### 国際線
※ 航空会社は休廃止時点
- 韓国・金浦国際空港（ソウル）
  - 1989年6月 - 2001年3月：大韓航空
- 北マリアナ諸島・サイパン国際空港（サイパン）
  - 1990年7月 - 1998年4月：コンチネンタル・ミクロネシア[32]（新千歳 - サイパン - グアム[121]）
- 香港・啓徳空港
  - 1990年 - 1998年：キャセイパシフィック航空
  - 1991年5月 - 11月：エバーグリーン航空（香港 - 名古屋 - 新千歳経由 - ニューヨーク 貨物便）[26]
- アメリカ合衆国・ジョン・F・ケネディ国際空港（ニューヨーク）[26]
  - 1991年5月 - 11月：エバーグリーン航空（香港 - 名古屋 - 新千歳経由 - ニューヨーク 貨物便）[26]
- グアム・グアム国際空港（グアム）[26]
  - 1990年7月 - 2001年：コンチネンタル・ミクロネシア
  - 2001年 - 2012年3月：コンチネンタル航空
  - 2012年3月 - 2018年1月：ユナイテッド航空
- オーストラリア・ケアンズ国際空港（ケアンズ）[26][122]
  - 1992年10月[123] - 1998年3月・2006年12月 - 2007年3月[124]：カンタス航空
  - 2004年11月 - 2006年3月：オーストラリア航空（冬季のみ）[124]
- オランダ・アムステルダム・スキポール空港（アムステルダム）
  - 1997年10月 - 2002年2月：KLMオランダ航空（名古屋 - 新千歳経由 - アムステルダム）[26][31]
- 中国・瀋陽桃仙国際空港（瀋陽）
  - 1998年6月 - 2002年：中国北方航空
  - 2002年 - 2007年8月、2010年8月 - 2011年10月、2012年8月 : 中国南方航空
- ロシア・ユジノサハリンスク空港（ユジノサハリンスク）
  - 2001年 - 2013年12月：サハリン航空
  - 2013年12月 - 2020年3月：オーロラ
- オーストラリア・メルボルン空港
  - 2004年10月 - 2006年3月：オーストラリア航空（新千歳 - ケアンズ経由 - メルボルン）
  - 2006年10月 - 2007年3月：カンタス航空（新千歳 - ケアンズ経由 - メルボルン）[124]
- 中国・大連周水子国際空港（大連）
  - 2007年5月 - 2012年10月、2019年4月[125]
- ロシア・ハバロフスク空港（ハバロフスク）[26]
  - 2010年12月 - 2011年3月：サハリン航空
- 中国・広州白雲国際空港（広州）[26]
  - 2014年1月 - 2014年3月：中国南方航空
- 中国・長沙黄花国際空港（長沙）
  - 2017年1月 - 2017年9月：海南航空
- 中国・杭州蕭山国際空港（杭州）
  - 2017年1月 - 2020年3月・2023年12月　- 2024年1月：海南航空
- 韓国・大邱国際空港（大邱）
  - 2017年6月 - 2019年8月：エアプサン
- 中国・南京禄口国際空港（南京）
  - 2017年3月 - 2020年3月：吉祥航空
  - 2017年3月 - 2020年3月：中国東方航空
- フィリピン・ニノイ・アキノ国際空港（マニラ）
  - 2018年9月 - 2020年3月：フィリピン航空[126][127]
- ロシア・ウラジオストク国際空港（ウラジオストク）[128]
  - 2018年12月 - 2019年10月・2019年12月 - 2020年3月：ウラル航空
- 中国・蘇南碩放国際空港（無錫）
  - 2019年11月 - 2020年3月：深圳航空
- フィンランド・ヘルシンキ・ヴァンター国際空港（ヘルシンキ）
  - 2019年12月 - 2020年3月：フィンエアー
- 中国・福州長楽国際空港（福州）
  - 2020年1月 - 3月：廈門航空
- 中国・青島流亭国際空港（青島）
  - 2020年1月 - 3月：山東航空
- 中国・成都双流国際空港（成都）
  - 2020年1月 - 3月：四川航空
- アメリカ合衆国・ダニエル・K・イノウエ国際空港（ホノルル）
  - 1981年3月　- 1987年12月：日本航空（成田経由乗継専用便）
  - 1992年2月　- 2003年9月：JALウェイズ
  - 2012年10月 - 2020年3月：ハワイアン航空

## 空港へのアクセス

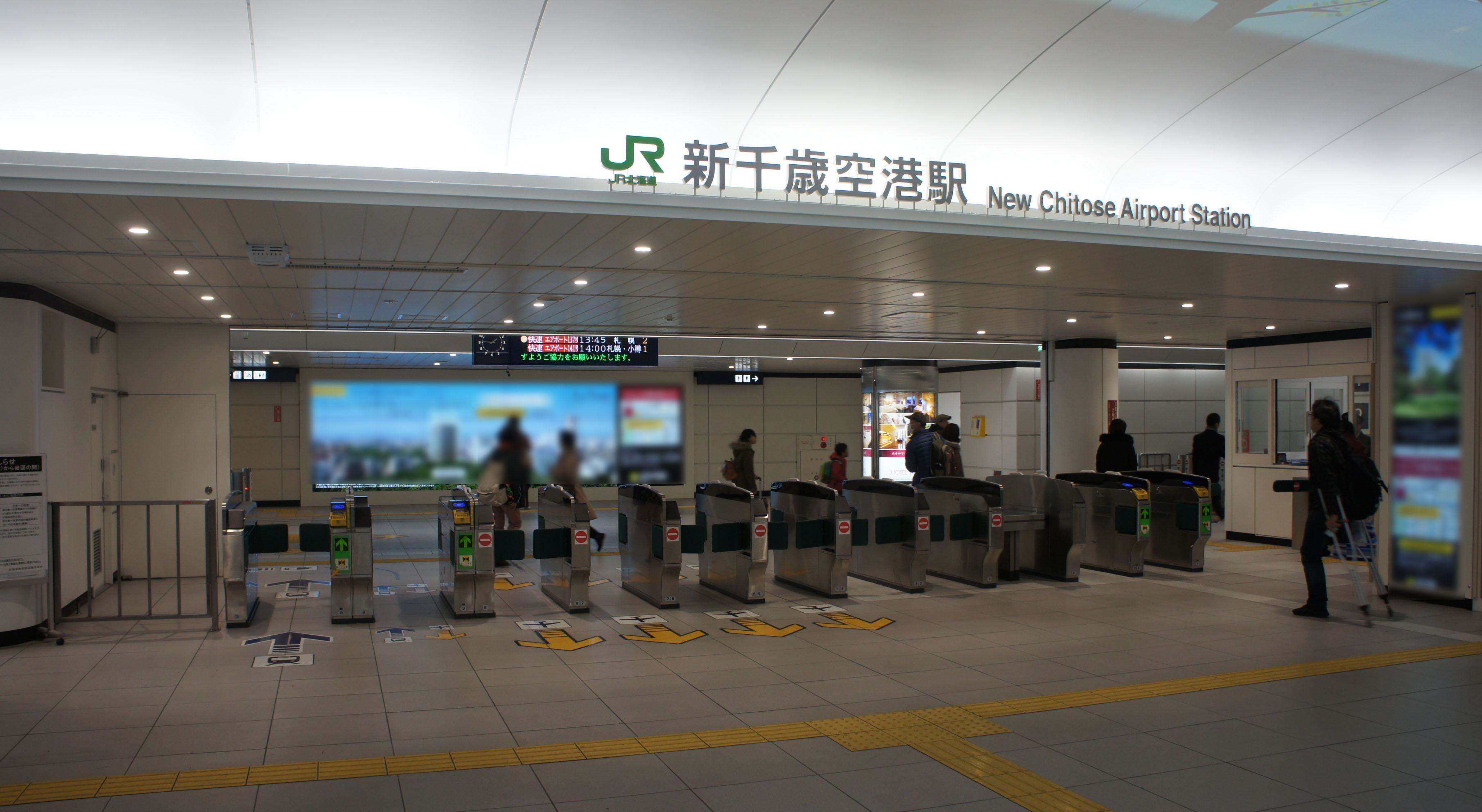
新千歳空港駅

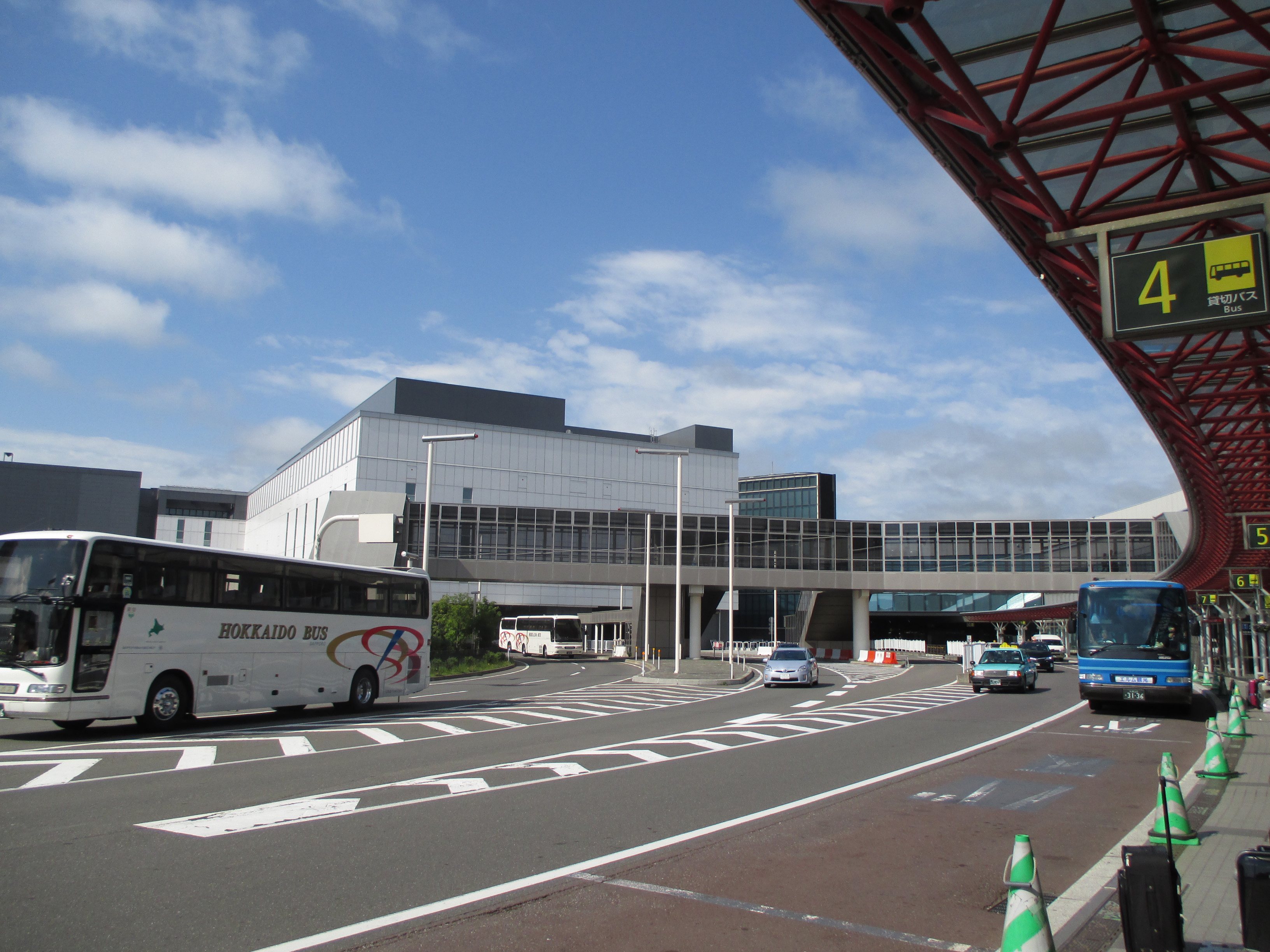
国内線ターミナルバス乗り場

- 千歳市街まで約6km、札幌まで約45km、苫小牧まで約21km。
- 運行本数・運賃・経路等の詳細は、該当項目や公式サイトにて最新情報を確認されたい。

### 鉄道
北海道旅客鉄道（JR北海道）
- 千歳線
  - 新千歳空港駅
    - 快速『エアポート』が札幌駅・小樽駅とを結んでいる。苫小牧、室蘭、函館方面（室蘭本線）、および新得、帯広、釧路方面（石勝線）は、隣の南千歳駅で乗換となる。

### バス
新千歳空港からの路線バス、高速バスの行き先、のりば等の詳細情報は運行会社に関係なく「バスでのアクセス」に記載されている。

#### 札幌市内方面
札幌市内路線（定山渓温泉行を除く）の紙の乗車券は、共通乗車制度により路線・発行会社に関わらず使用可能。
詳細は、北都交通は事業者記事を、北海道中央バスは千歳線 (北海道中央バス)を参照。
- 北都交通・北海道中央バス
  - S 札幌都心行（札幌ドーム・福住駅（福住バスターミナル）・すすきの・札幌駅・主要ホテル）
  - D 札幌都心行直行便（札幌駅・大通公園・すすきの・中島公園）
  - C 大谷地駅（大谷地バスターミナル）行
- 北都交通
  - K アパホテル&リゾート札幌行（三井アウトレットパーク・札幌大学・真駒内駅経由）
  - M 円山公園駅行・場外市場行（南郷18丁目駅・澄川駅・南13条西22丁目経由）
  - E 北9条西14丁目桑園行（地下鉄白石駅・南14条行啓通経由）：運休中[131]
  - 湯ったりライナー 定山渓温泉行（小金湯温泉経由）：運休中[132]
- 北海道中央バス
  - A 北24条駅行（北35条西5丁目（北34条駅）・麻生駅（麻生バスターミナル）経由）
  - Y 宮の沢駅（宮の沢バスターミナル）行（発寒南駅経由）
  - B サッポロビール園行（環状通東駅・東区役所前駅経由）

#### 千歳市内方面
全路線南千歳駅と千歳駅を経由。
- 北海道中央バス 千歳営業所
  - 空4 支笏湖行（本町2丁目・新星経由）
  - 空5 新星行（本町2丁目経由）
  - 空6 本町2丁目行
- 千歳相互観光バス・道南バス
  - 16 長都駅行
- あつまバス
  - 千歳駅行

#### その他方面
- 北海道バス
  - F VILLAGEシャトルバス - エスコンフィールドHOKKAIDO開業に伴い運行開始、試合非開催日も運行
- 北海道中央バス
  - 小樽駅（小樽ターミナル）行（潮見台・小樽運河ターミナル経由）[133]
- 道南バス
  - 30 苫小牧駅行（沼ノ端駅北口経由）
  - 101 錦西営業所行（沼ノ端駅北口・（苫小牧）駅北口経由）
- あつまバス
  - 厚真行（早来駅経由）

#### 予約制高速バス
- 道南バス
  - 高速登別温泉エアポート号 登別温泉行（ウポポイ経由）
  - 高速はやぶさ号 室蘭観光協会行（登別駅・室蘭東町ターミナル経由）
- 北都交通・帯運観光
  - とかちミルキーライナー 帯広駅・十勝川温泉行
- 北都交通・旭川電気軌道
  - たいせつライナー 旭川駅行[134][135]
- 網走バス
  - 千歳オホーツクエクスプレス 網走バスターミナル行（北見バスターミナル経由）[136][137]。

#### 定期観光バス・ツアーバス
- 加森観光
  - ビッグランズ号 ルスツリゾート行き（予約制）

##### 夏期
- ニセコバス・北海道中央バス
  - ひらふウエルカムセンター行（苔の洞門、ルスツ高原、ニセコ東急 グラン・ヒラフ、ニセコいこいの村経由）

##### 冬期
- 北海道グラウンドサービス
  - ホワイトライナー　ニセコ行（ヒラフウェルカムセンター、ヒルトンニセコビレッジ、グリーンリーフニセコビレッジ、ノーザンリゾートアンヌプリ、甘露の森経由）
- ニセコバス
  - スキーバス千歳ニセコ号 ニセコいこいの村行（ニセコ東急 グラン・ヒラフ、ニセコビレッジ、ホテルノーザンリゾートアンヌプリ経由）
- 北海道アクセスネットワーク
  - 北海道リゾートライナー ニセコグランドホテル行き（ルスツリゾート、ニセコ東急 グラン・ヒラフ、ニセコビレッジ、ホテルノーザンリゾートアンヌプリ、甘露の森経由）

### 道路
- 高速自動車国道
  - 道央自動車道 - 千歳インターチェンジ、新千歳空港インターチェンジ、苫小牧東インターチェンジ
  - 道東自動車道 - 千歳東インターチェンジ
- 一般国道
  - 国道36号
  - 国道337号（道央圏連絡道路） - 新千歳空港ランプ
- 主要地方道
  - 北海道道130号新千歳空港線

## 事故
- 2006年11月20日：全日空72便（エアーニッポン運航、ボーイング737-500、JA8596）は、新千歳空港に着陸後スポットに向け走行中、補助動力装置に火災が発生したため停止して消火した。原因は補助動力装置の燃焼室を固定するカップリングに繰り返し加重により亀裂が生じ、破断したためとされた[138]。
- 2016年2月23日：日本航空3512便（ボーイング737-800、JA322J）が新千歳空港駐機場からプッシュバック後誘導路を地上走行の後防除氷作業待機のため停止中、機内から異臭と煙が生じその後第2エンジンに火災が発生したため非常脱出を行い乗客3名が負傷した。原因は急激な降雪でファンブレードと低圧圧縮機に着氷し、エンジンオイルが漏れ霧状になり機内へ流入しテールパイプに溜まったオイルが発火したためとされた[139]。
- 2017年1月19日：全日空1831便（ボンバルディアDHC-8-Q400、JA461A）がB滑走路に着陸後、オーバーランして滑走路端の草地で停止した。原因は機長による制動開始の遅れ及びパワーレバーがディスク位置にセットされず減速に必要な制動力を得られなかったことにあり、また滑走路端周辺の積雪状態の悪さもオーバーランに関与したとされた[140]。

## その他
- 新千歳空港と隣接する千歳飛行場は、千歳市側の石狩平野と苫小牧市側の勇払平野、およびその間にある低い丘陵地帯という、全般として平坦な場所に建設されているが、この丘陵地帯が日本列島を日本海側（石狩平野：石狩川水系の千歳川方面）と太平洋（勇払平野：安平川水系の勇払川方面）に分けた時の中央分水界となる。2007年、日本山岳会が中央分水界の完全踏破を行って記録集を出した際、この新千歳空港付近が標高13.7mで、最も低い標高地点であると紹介された[141][142]。